# Briefmarkenfälschung
Unter Briefmarkenfälschung versteht man das Nachahmen von Briefmarken mit betrügerischer Absicht, beispielsweise um diese als echte zu verwenden oder zu verkaufen. Das Fälschen von Postwertzeichen ist gesetzlich verboten.
Man unterscheidet drei Arten von Briefmarkenfälschungen:
- Fälschungen zum Schaden der Post
- Spionage- und Propagandafälschungen
- Fälschungen zum Schaden der Sammler

## Fälschungen zum Schaden der Post
Unter Fälschungen zum Schaden der Post versteht man die Nachahmung und Herstellung von postgültigen Briefmarken durch Privatpersonen. Die Fälschungen dienen dazu, das Porto für Postsendungen zu umgehen.

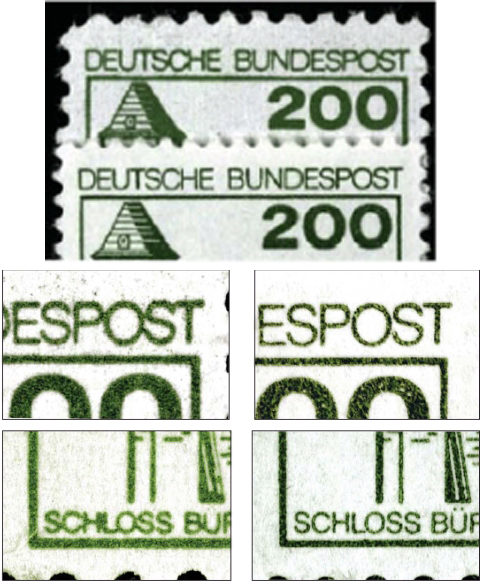
Postfälschung der Michel Nr. 920 im Vergleich zur echten Marke

Bereits kurz nach der Einführung der ersten Briefmarke am 1. Mai 1840 in Großbritannien tauchten die ersten Ganzfälschungen von Briefmarken auf. Da das Briefporto damals vergleichsweise hoch und die Bedeutung von Briefen ebenfalls größer als heutzutage war, erwies sich das Fälschen von postgültigen Briefmarken durchaus als lukrativ.

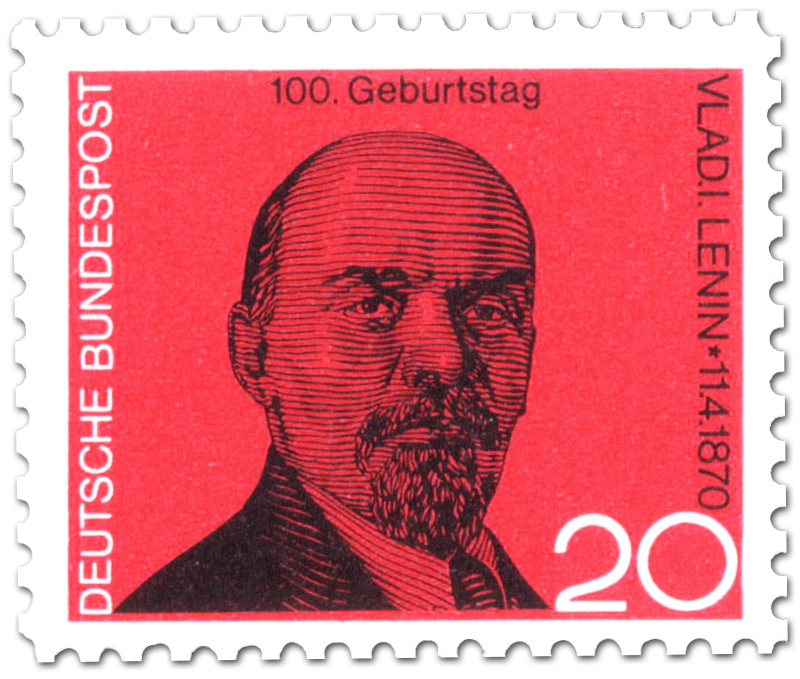
Komplettfälschung einer „Lenin-Marke“ mit fehlerhaftem Geburtsdatum

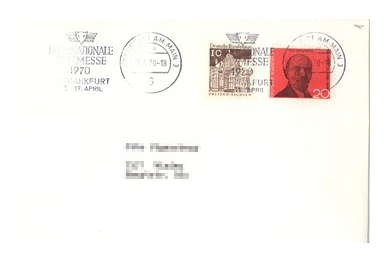
Echt gelaufener Brief mit einer gefälschten „Lenin-Marke“ frankiert

Neben Ganzfälschungen postgültiger Briefmarken gibt es auch Teilfälschungen, beispielsweise die Farbänderung durch chemische Mittel sowie die Manipulation der Wertziffern, um Briefmarken höheren Nominalwertes zu imitieren. Weiterhin sehr beliebt war das Verwenden gebrauchter Briefmarken. Dazu setzte man aus zwei (oder mehreren) gebrauchten Stücken in mühevoller Handarbeit eine (dem Anschein nach) ungebrauchte Briefmarke zusammen. Den Federzug oder den Poststempel versuchte man gelegentlich auch durch chemische Mittel zu entfernen. Außerdem konnte man Briefmarken, bei denen nur ein kleiner Teil mit einem Poststempel versehen war, durch eine Originalmarke teilweise verdecken und somit beide gemeinsam verwenden.
Im Jahr 1970 kam es zu einem skurrilen Fall einer Fälschung zum Schaden der Post. Zu dieser Zeit gab die Deutsche Bundespost eine Briefmarke (Mi.Nr. 657) heraus, die den 150. Geburtstag von Friedrich Engels thematisierte. Ein der DKP nahestehender Personenkreis hatte daraufhin die Idee, auch zum 100. Geburtstag Lenins (22. April 1970) eine „Sondermarke“ zu gestalten und diese in Eigenregie drucken zu lassen. Für diese Idee wurde der Banknotenfälscher Horst Baerenz gewonnen, der die Reinzeichnung herstellte. Die Marke wurde anschließend von der DKP-Druckerei in Frankfurt am Main gedruckt. Es wurden einige Briefe mit dieser Komplettfälschung frankiert, die auch anstandslos befördert wurden. Die Fälscher wurden jedoch rasch ermittelt und in einem Gerichtsverfahren zu einer Geldstrafe von 12.000 DM verurteilt.
In den späten 1970er-Jahren traten Fälschungen der 2-DM-Marke der Dauerserie Burgen und Schlösser (Michel Nr. 920) auf, die relativ leicht am unsauberen Druck sowie an der groben Linienzähnung erkennbar waren.
Heute ist das Fälschen von aktuellen, gültigen Briefmarken nicht mehr besonders lohnend: Da die Post ein Vertriebsmonopol hat, kann ein Fälscher kaum eine größere Menge Fälschungen verkaufen ohne aufzufallen. Für den eigenen Bedarf dagegen lohnt sich das Fälschen kaum; zudem ist es durch Sicherungsmerkmale bei Papier und Druckfarbe auch kaum noch möglich.
Trotzdem werden auch aktuell teilweise große Mengen an neueren selbstklebenden Briefmarken gefälscht, die in der Regel aus dem asiatischen Raum stammen. Um einen unauffälligen Absatz der Fälschungen zu gewährleisten, werden teilweise auch die Verpackungen, in denen sich die Rollenmarken befinden, gleich mitgefälscht. Nicht immer gelingt es den automatischen Sicherheitssystemen der Deutschen Post, diese Fälschungen zu erkennen und auszusortieren, so dass Briefe mit Falschfrankaturen durchaus befördert werden können. Eine besonders große Menge gefälschter Briefmarken zum Schaden der Royal Mail, deren Quelle in China vermutet wird, kam im Jahr 2024 in Großbritannien in Umlauf.

### Berühmte Postfälschungen

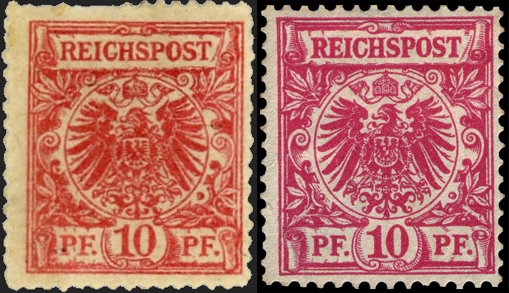
Vergleich der sogenannten Höchster Postfälschung (links) von 1890 mit einer echten Marke. Im Detail sind die zahlreichen grafischen sowie Zähnungsmängel der Fälschung zu erkennen.

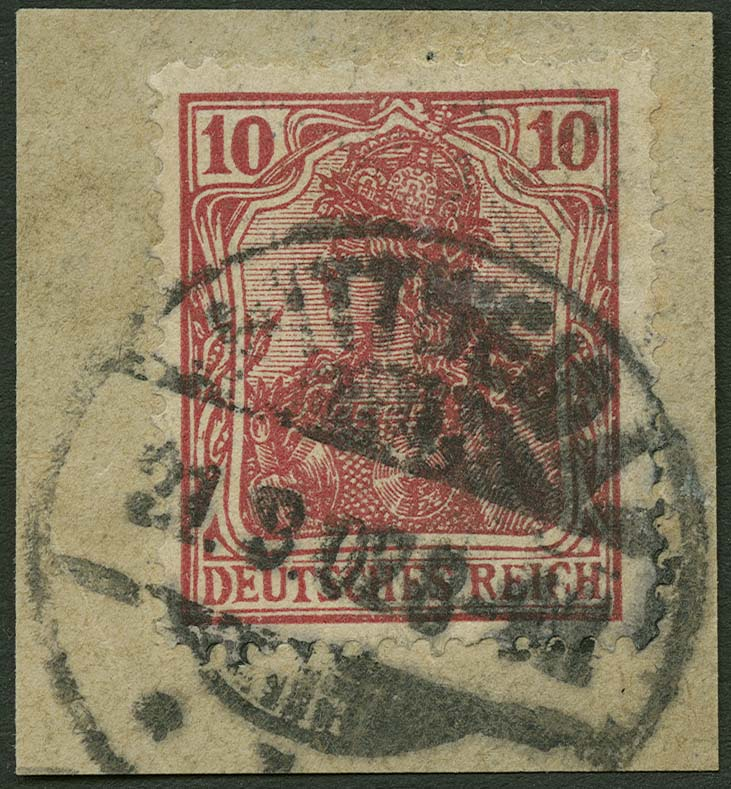
Echt abgestempeltes Exemplar der Chemnitzer Postfälschung, 1902

Postfälschungen, besonders aus dem 19. Jahrhundert, sind bei Briefmarkensammlern sehr beliebt. Sie sind in der Regel viel wertvoller als die Originalmarke. Zu den berühmtesten Postfälschungen zählen:
- In Deutschland:
  - Chemnitzer Postfälschung
  - Diestel Postfälschung
  - Schweidnitzer Postfälschung
  - Rott’sche Postfälschung
  - Kölner Postfälschung
- In Österreich:
  - Veroneser Postfälschung
  - Mailänder Postfälschung
  - Andritzer Postfälschung (Portomarken)
  - Rovereto-Postfälschung (Zeitungsstempelmarken)
  - Szigethvar-Provisorium (Ganzsachenauszähnung)[4]

Zu den bekannteren Falsifikaten zählt auch die einige Zeit als älteste der Welt angesehene Briefmarke, die sich auf einem Brief des Kärntner Postmeisters Ferdinand Egarter an seine Tochter befand. Während der Brief vom 20. Februar 1839 aus Spittal an der Drau als echt eingestuft ist, erwies sich die verwendete 1-Kreuzer-Hebemarke als gefälscht. Zu ihrer Herstellung wurden organische Farben verwendet; doch zu jener Zeit kamen nur anorganische Pigmente zum Färben zum Einsatz.

### Maßnahmen gegen Postfälschungen
Schon früh trafen die Postverwaltungen Schutzvorkehrungen gegen Briefmarkenfälschungen. Diese ähneln den Schutzmaßnahmen gegen Falschgeld. Die Schutzmaßnahmen der Postverwaltungen wurden kontinuierlich fortentwickelt. Zu den wichtigsten Maßnahmen gegen Postfälschungen gehören:
- Wasserzeichen
- Farbiges Papier
- Faserpapier
- Lackstreifen
- Seidenfäden
- Unsichtbare Geheimzeichen:
  - Unterdrucke
  - Geheimzeichen im Motiv

## Kriegspost- und Propagandafälschungen
Kriegspost- und Propagandafälschungen sind Briefmarkenfälschungen kriegsführender Staaten zur Schädigung des Feindes.
Kriegspostfälschungen sind möglichst genaue Imitationen der gegnerischen Freimarken, die unter anderem dazu verwendet werden, Propagandamaterial über Mittelsmänner durch die feindliche Post zustellen zu lassen. Ein Kauf von Briefmarken in großen Mengen durch die Mittelsmänner wäre, vor allem während eines Krieges, dem Feind sofort aufgefallen.
Propagandafälschungen sind dagegen Fälschungen gegnerischer Briefmarken, deren Bild- oder Schriftinhalt propagandistisch verändert oder verfremdet wird, so wurde zum Beispiel der Schriftzug Deutsches Reich in Futsches Reich geändert.

### Erster Weltkrieg

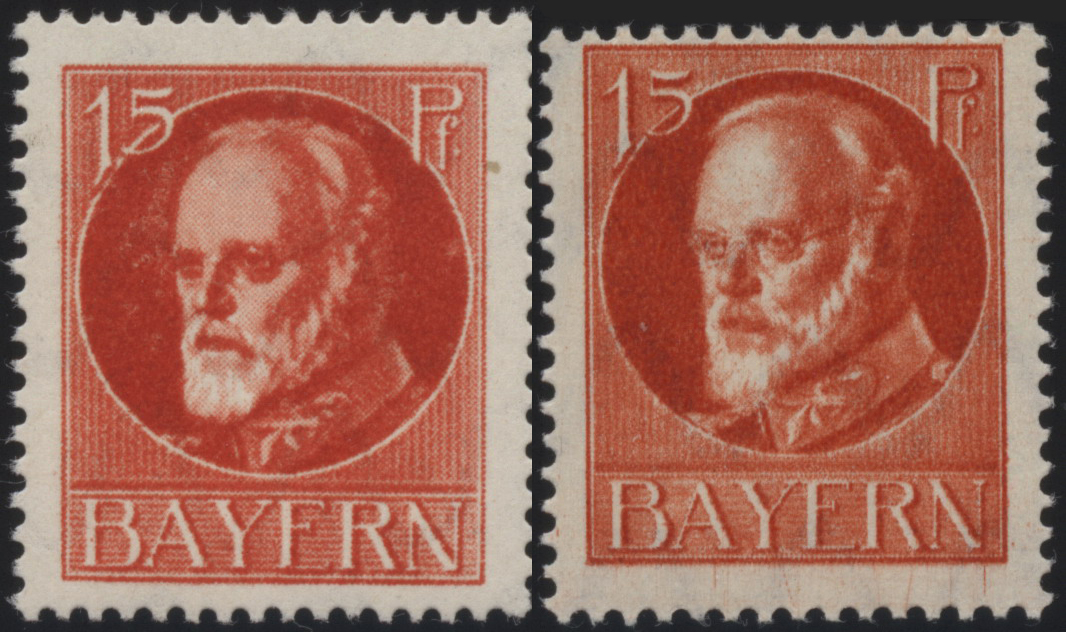
Kriegspostfälschung Ludwig III. (links). Rechts das Original

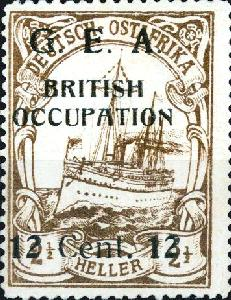
Propagandafälschung Deutsch-Ostafrika

#### Britische Fälschungen für Deutschland

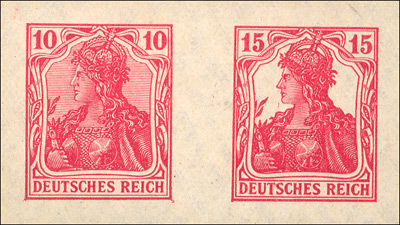
Probedrucke der Britischen „Germania-Fälschung“, zusammenhängend zu 10 und 15 Pfennig.

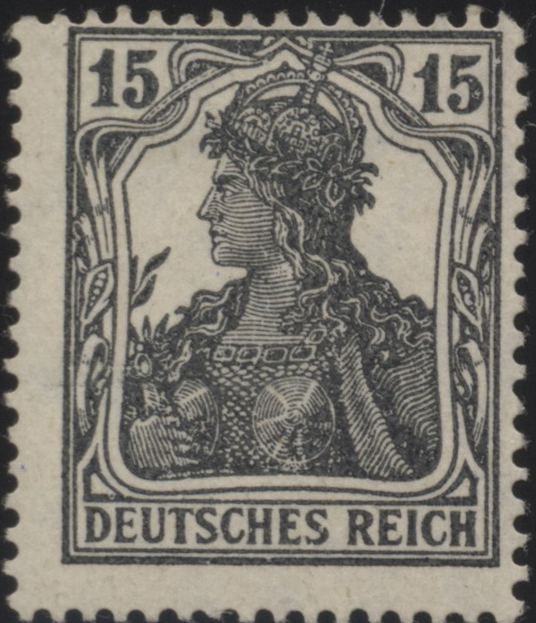
„Germania-Fälschung“, 15 Pf. in korrekter Farbe

Während des Ersten Weltkrieges wurden von Großbritannien deutsche Freimarken gefälscht. Bei praktisch allen Briefmarkenfälschungen handelt es sich um Spionagefälschungen.
Die Werte zu 5, 10 und 15 Pfennig der damaligen Freimarkenausgabe im Königreich Bayern mit dem Bildnis Ludwigs III. fielen Kriegspostfälschungen zum Opfer. Es sind allerdings nur ungebrauchte Stücke bekannt. Ungezähnte Probedrucke wurden ebenfalls von diesen Fälschungen aufgefunden. Die Kriegsfälschungen weichen in der Zeichnung und im Papier von den Originalmarken ab.
Die zweite deutsche Freimarkenausgabe wurde im Auftrag des niederländischen Propagandaamtes von Großbritannien gefälscht. Sie diente zur Freimachung von Flugblättern und Broschüren in deutscher Sprache. Betroffen sind die Freimarkenwerte zu 10 und 15 Pfennig der Germania-Ausgabe des Deutschen Reiches. Die Zeichnung weicht, wie auch das zu dünne Wasserzeichen und das kalkweiße Papier, von den Originalen ab. Anders als von den vorhergehenden Kriegspostfälschungen existieren hier auch Stücke mit echten Poststempeln von beiden gefälschten Briefmarken.
Bekannt ist auch eine Art von Propagandafälschung, die in der Zeit zwischen 1914 und 1918 hergestellt wurde. Dabei produzierte man Fälschungen von Deutsch-Ostafrika-Marken, die den Aufdruck «G. E. A. BRITISH OCCUPATION» und eine neue Wertangabe in Cent zeigten. Die fünf gefälschten Ausgaben hatten etwa die doppelte Größe der Originalmarken, vermutlich um den Aufdruck in größerer Schrift zeigen zu können. Die Marken sollten offenbar den massiven deutschen Widerstand in der Kolonie Deutsch-Ostafrika relativieren und eine baldige Besetzung des ganzen Gebiets propagieren.
Am 12. Dezember 1914 wurden in der französischen Zeitung «Le Matin» zwei Germania-Marken abgebildet. Eine rote 10-Pfennig-Marke trug den Aufdruck «Schweiz 10 Centimes», eine blaue 20-Pfennig-Marke den Aufdruck «Schweiz 25 Centimes». Im Artikel hieß es, dass noch weitere Germania-Marken mit anderen Wertangaben existieren. Dies sollte offenbar den Eindruck erwecken, die neutrale Schweiz stände kurz davor, von Deutschland besetzt zu werden. Die deutsche Botschaft in Bern sah sich veranlasst, den Artikel zu dementieren und der Zeitung vorzuwerfen, auf eine Fälschung hereingefallen zu sein, was nachträglichen Erkenntnissen zufolge ohne Zweifel der Fall war.

#### Britische Fälschungen für Österreich-Ungarn

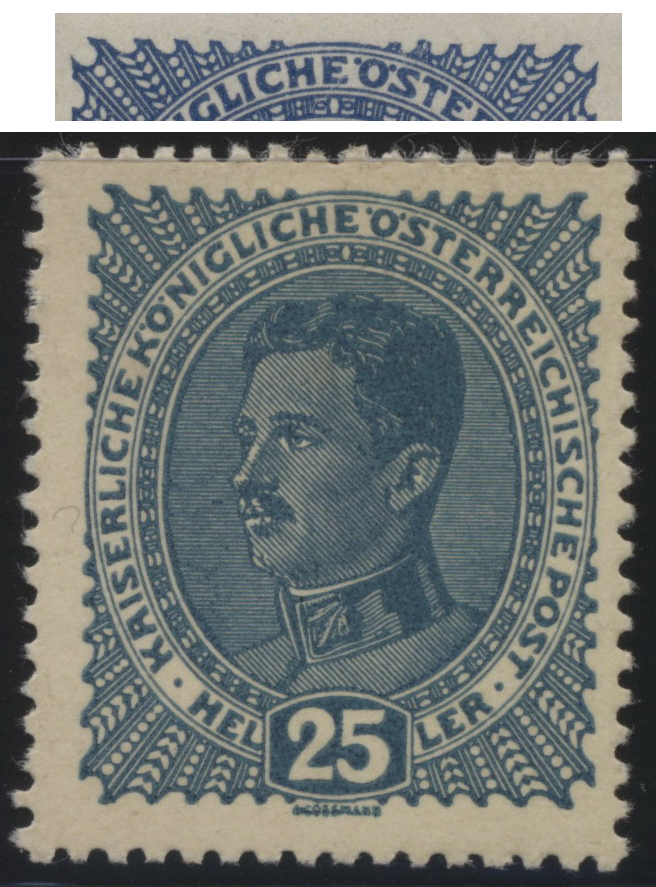
Kriegsfälschung Kaiser Karl, oben ein Ausschnitt der Originalmarke

Kurz vor Ende des Ersten Weltkrieges wurden in England Kriegspostfälschungen der Werte zu 5, 10 und 25 Heller der damals aktuellen Freimarkenausgabe von Österreich (Ungarn hatte seit dem Ausgleich 1867 eigene Briefmarkenausgaben) hergestellt. Die Briefmarken zeigen die österreichische Kaiserkrone sowie Kaiser Karl. Die gefälschten Freimarken wurden auf etwas gelblicherem Papier gedruckt als die Originale. Außerdem sind die Markenbilder der Fälschungen minimal höher (¼ – ½ mm). Gebrauchte Kriegspostfälschungen sind bis jetzt noch nicht bekannt geworden; es existieren jedoch postfrische Stücke von allen drei Werten sowie Andruck-Proben des 10-Heller-Wertes im Kleinbogenformat in drei verschiedenen Farben mit dem Datumsvermerk 25. September 1918.

#### Deutsche Fälschungen für Russland

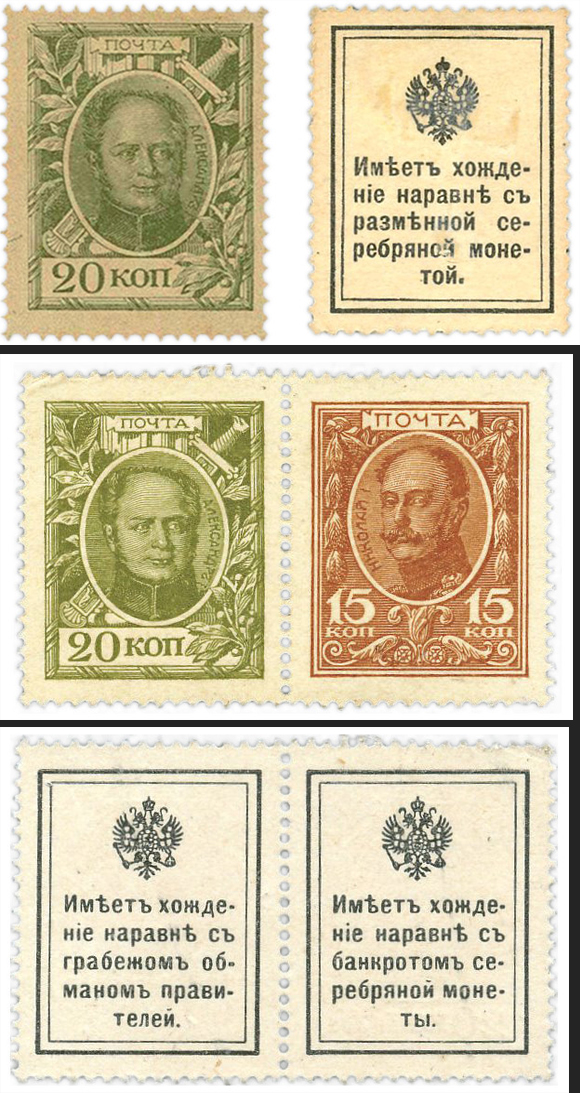
Vergleich einer echten russischen Wertbriefmarke (oben) mit den deutschen Fälschungen (Mitte und unten)

Von 1915 bis 1917 gab die Russische Regierung elf verschiedene sogenannte Wertbriefmarken heraus. Diese wurden auf dünnem Kartonpapier anstelle normalen Briefmarkenpapiers aufgedruckt. Die Absicht der Russischen Regierung war es, diese Wertbriefmarken anstelle von Münzen zu verwenden, um damit Metall zu sparen. Die Rückseite dieser Marken war ungummiert und stattdessen mit einem Text versehen, der übersetzt etwa lautete: „Hat den Gegenwert von Silbermünzen“. Deutschland fälschte die 15- und 20-Kopeken-Marken mit einem originalen Druckstempel, veränderte jedoch den Text der Rückseite in propagandistischer Weise. So druckte man auf die Rückseiten die Texte (übersetzt etwa) „Hat den Gegenwert von wertlosen Silbermünzen“ bzw. „Hat den Gegenwert eines bankrotten, betrügerischen Machthabers“.

#### Russische Fälschungen während des Russischen Bürgerkriegs

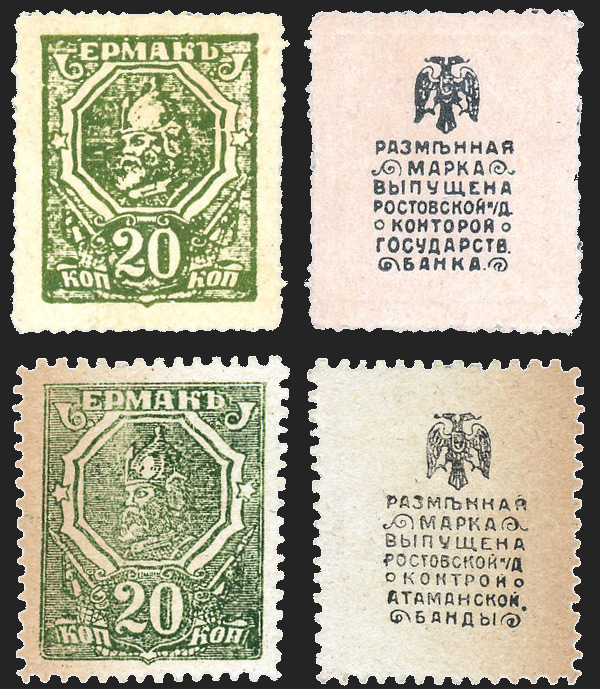
Rostow-Marke (Original oben, Fälschung unten)

Während des Russischen Bürgerkriegs eroberte am 15. Dezember 1917 eine Weiße Armee von Kosaken die wichtige Stadt Rostow am Don. Die dortige Verwaltung übernahm das bereits von der russischen Regierung verwendete Verfahren, Wertbriefmarken herauszugeben. Die Idee einer zunächst geplanten 25-Kopeken-Marke wurde fallengelassen, jedoch im Juli 1918 schließlich eine grüne Marke im Wert von 20 Kopeken gedruckt, die das Bild von Jermak, einem legendären Kosakenführer aus dem 16. Jahrhundert, zeigte. Die Rückseite der Marke war ungummiert und zeigte den Text (übersetzt etwa): «Wertmarke ausgegeben von der Zweigstelle der Staatsbank in Rostow am Don». Die Russische Zentralregierung fälschte diese Marke im Jahr 1919 und änderte den Text auf der Rückseite in (übersetzt etwa): «Wertmarke ausgegeben vom Büro der Ataman-Gang in Rostow am Don».

### Zwischenkriegszeit

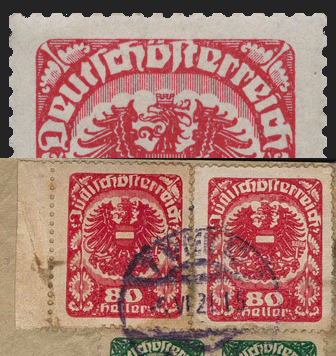
Gestempelte Propagandamarken Jüdischösterreich. Oben ein Ausschnitt der Originalmarke

Als bemerkenswerte Propagandafälschung während der Zwischenkriegszeit ist eine Marke aus den 1920er Jahren bekannt. Dabei wurde eine österreichische 80 Heller-Briefmarke aus dem Jahr 1920 mit einem veränderten Text versehen. Aus der Länderbezeichnung «Deutschösterreich» wurde «Jüdischösterreich» gemacht. Die Marke, die eindeutig antisemitische Propaganda darstellt, wurde in einem etwas dunkleren Rot als die Originalmarke hergestellt. Die Briefmarke ist sowohl in gezähnter als auch in ungezähnter Version bekannt. In der Regel wurden Briefumschläge mit aufgeklebten Fälschungen gemeinsam mit echten Marken verschickt. Der Poststempel zeigt häufig den Ursprung Wien. Der Urheber dieser Fälschung ist unbekannt.

### Zweiter Weltkrieg

#### Deutsche Fälschungen für Großbritannien

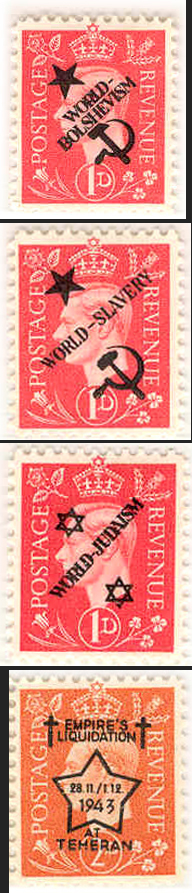
Beispiele für unterschiedliche Aufdrucke auf gefälschte Britische Marken

Ab dem Sommer 1944 fertigte auch das Deutsche Reich die ersten Briefmarkenfälschungen, während der Aktion Bernhard, an. Es handelt sich ausschließlich um Propagandamarken für Großbritannien. Sie wurden im deutschen Konzentrationslager Oranienburg-Sachsenhausen unter Leitung der Sicherheitspolizei hergestellt. Die Marken wurden auf nicht mehr benötigtes Papier gedruckt, das ursprünglich für Lebensmittelkarten hergestellt wurde. Sie wurden von Heinrich Himmler in Auftrag gegeben.
Bei der ersten deutschen Propagandafälschung handelt es sich um eine Verfälschung des Motivs der Gedenkmarke zu 1⁄2 d anlässlich des königlichen Silberjubiläums 1935. Der Kopf des britischen Königs wurde durch den Kopf Josef Stalins ersetzt. Die Inschrift (in Großbuchstaben) wurde in „THIS WAR IS A JEWSH WAR“ (fehlerhaft für: Dieser Krieg ist ein jüdischer Krieg) abgeändert. Außerdem wurden Hammer und Sichel sowie der Davidstern in das Markenbild eingefügt. Die Jahreszahlen wurden durch 1939–1944 ersetzt. Es existieren ungummierte (so hergestellt) sowie gestempelte Stücke. Der für die Fälschungsaktion verantwortliche SS-Hauptsturmführer Bernhard Krüger erklärte nach dem Krieg, dass der Fehler im Wort „JEWSH“ (fehlendes „I“) sofort nach dem Druck entdeckt wurde. Da es sich jedoch ohnehin lediglich um Propagandamarken handelte, wurde ein Stopp der Produktion nicht weiter in Betracht gezogen und sämtliche Marken (etwa 1.000.000 Stück) wurden fehlerhaft weitergedruckt.
Die zweite deutsche Propagandafälschung betraf ebenfalls eine britische Sondermarke und ähnelt ihrem Vorgänger stark. Die Sondermarke wurde ursprünglich anlässlich der Königskrönung von 1937 verausgabt und hatte einen Nominalwert zu 1 1⁄2 d. In diesem Fall wurde der Kopf der britischen Königin durch den Kopf Josef Stalins ersetzt. (Der König verblieb im Hintergrund des Markenbildes.) Der Davidsstern sowie die Inschrift „SSSR / Britannia / Teheran 28.11.1943“ (Konferenz über die Festlegung der Teilung Deutschlands – vergleiche Konferenz von Teheran). Die Propagandafälschung existiert ebenfalls ungummiert und gestempelt, aber auch in ungeschnittenen Probedrucken. Mit der Ausführung dieser Fälschung hatte SS-Hauptsturmführer Bernhard Krüger den Maler und Grafiker Leo Haas beauftragt.
Im Unterschied zu den vorhergehenden Propagandafälschungen sind die Fälschungen der britischen Dauermarkenserie von 1937 mit dem Porträt von König Georg VI. auf den ersten Blick nicht von den Originalen zu unterscheiden. Dies ist auch der Grund, warum diese Propagandafälschungen mit echten Poststempeln der britischen Post existieren. Nur kleine Elemente der Zeichnung wurden verändert. Das Pennyzeichen wurde geschickt durch Hammer und Sichel ersetzt, die Kreuze der Krone wurden durch Davidsterne ersetzt, ebenso wie einzelne Elemente der Distel links oben. In der Mitte der Rose in der rechten Ecke findet sich ebenfalls ein Davidstern. Insgesamt sechs Werte der Serie wurden auf diese Weise gefälscht. Alle kommen ungummiert und (echt) gestempelt vor. Bei dieser Serie sind insgesamt 32 verschiedene Propaganda-Aufdrucke bekannt. Sie werden in fünf verschiedene Gruppen zusammengefasst.
Zwei ausgewählte Serien, um einen Einblick zu gewinnen:
1. Bomben-Serie (Zwischen zwei Fliegerbomben finden sich die Wörter Murder/Ruin (Mord/Zerstörung), für den Text darunter gibt es sechs verschiedene Varianten)
  1. Cathedral of Rouen (Kathedrale von Rouen) – zählt zu den schönsten und bekanntesten Kirchenbauten Frankreichs im gotischen Stil; wurde durch alliierte Fliegerbomben schwer getroffen
  2. Castelle Candolfo (Castel Gandolfo)
  3. Monte Cassino (Monte Cassino) – historisches Kloster, von den Alliierten am 15. Februar 1944 komplett zerstört, da man dort deutsche Soldaten vermutete, denen das Betreten des historischen Gebäudes allerdings verboten war (vergleiche Schlacht um Monte Cassino)
  4. Schaffhausen (Switzerland) (Schaffhausen (Schweiz)) – Stadt in der neutralen Schweiz, die trotzdem 1944 von den Alliierten bombardiert wurde, die Ursachen sind bis heute ungeklärt
  5. San Marino (San Marino) – Trotz der Neutralität des Staates und der Markierung des Staatsgebietes durch riesige weiße Kreuze warfen britische Bomber am 26. Juni 1944 mehrere hundert Bomben über San Marino ab
  6. Cathedral of Cologne (Kölner Dom) – schwer beschädigt durch alliierte Bomben
2. Invasionsserie (Verschiedene Sätze und gemeinsame Initialen AAAO)
  1. But who will return? – Aber wer kehrt zurück?
  2. An order of Stalin – Ein Befehl von Stalin
  3. England bleeds on the order of Moscow – England blutet aufgrund Moskaus Befehl
  4. England has lost the war – England hat den Krieg verloren
  5. A military adventure – Ein militärisches Abenteuer

Kurioserweise gibt es zusätzlich aus diesen Serien Fälschungen zum Schaden der Sammler: So werden die verschiedenen Aufdrucke auf originalen Marken der Britischen Freimarkenserie (Mi.Nr. 198-203) gefälscht. Leicht erkennbar an den nicht veränderten Symbolen, dem fehlenden Wellen-Wasserzeichen sowie einem Aufdruck im „Flachdruck-Verfahren“.

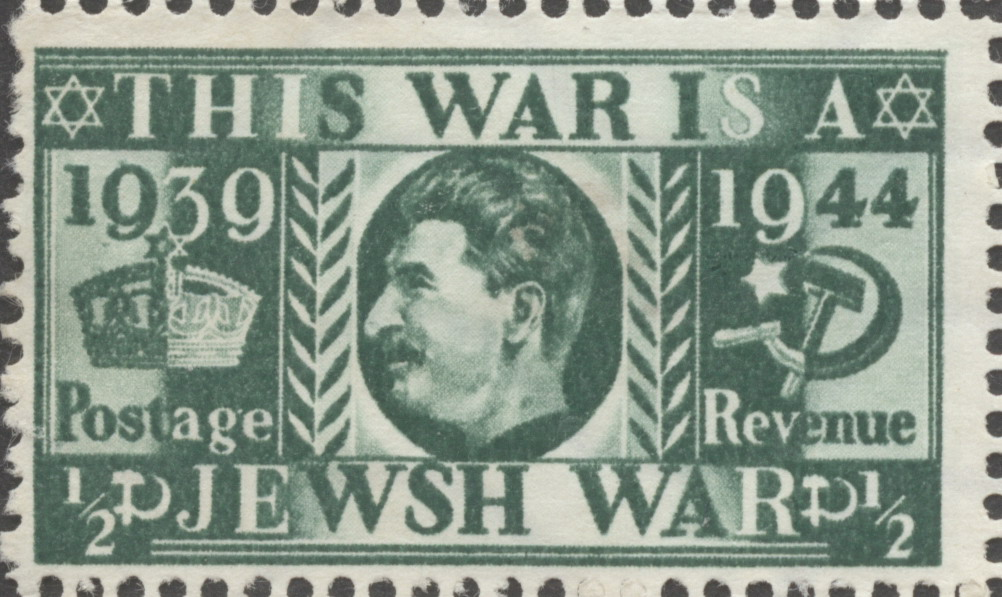
Gefälschte Britische Briefmarke mit zahlreichen Veränderungen
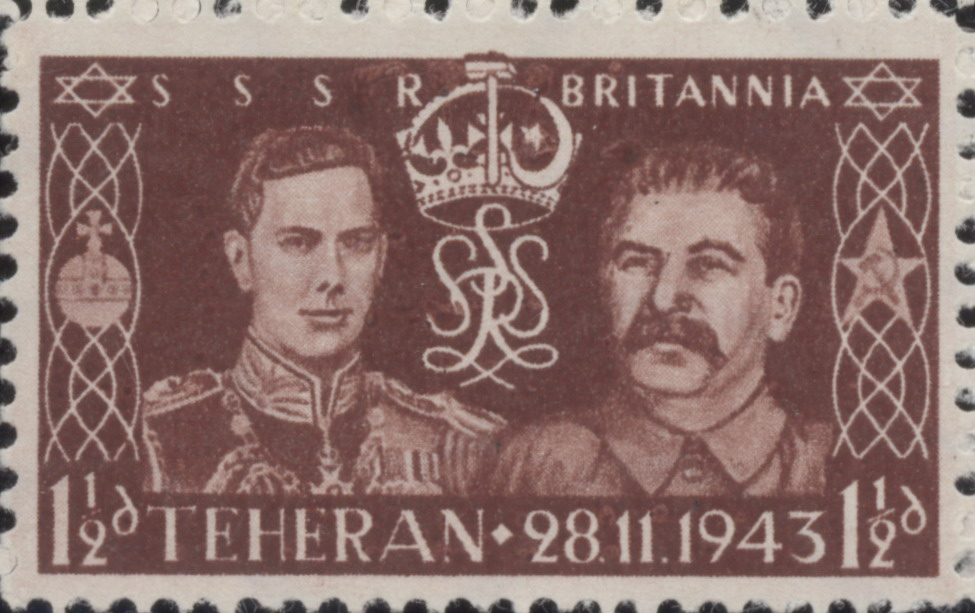
Gefälschte Britische Briefmarke mit zahlreichen Veränderungen
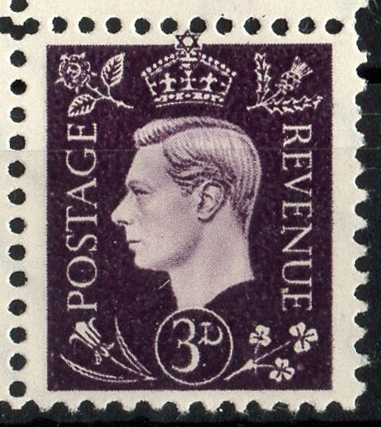
Gefälschte Britische Briefmarke
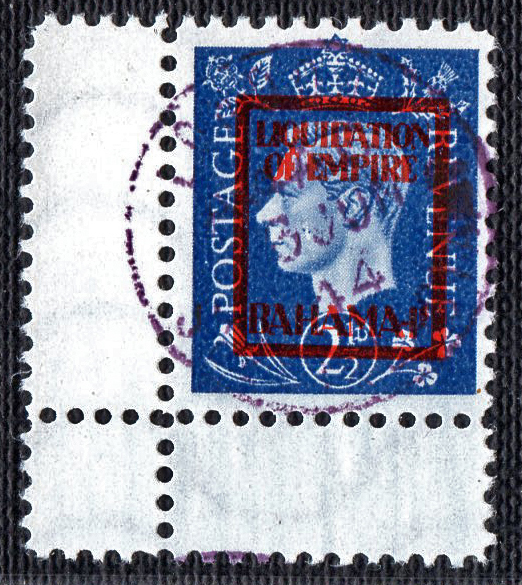
Gefälschte Britische Briefmarke mit Propagandaaufdruck sowie Propagandastempel
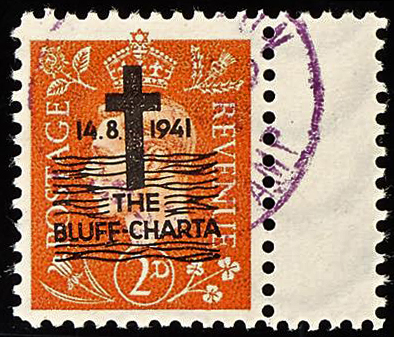
Gefälschte Marke mit Propagandaaufdruck „The Bluff Charta“
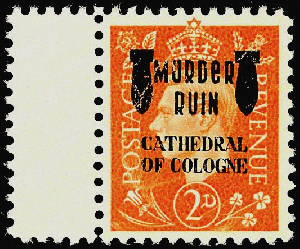
Gefälschte Marke mit Propagandaaufdruck „Murder Ruin-Cathedral of Cologne“
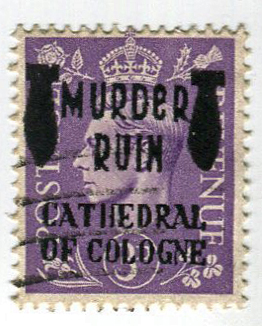
Fälschung einer Gefälschten Marke der Michel Nr. I 14 f
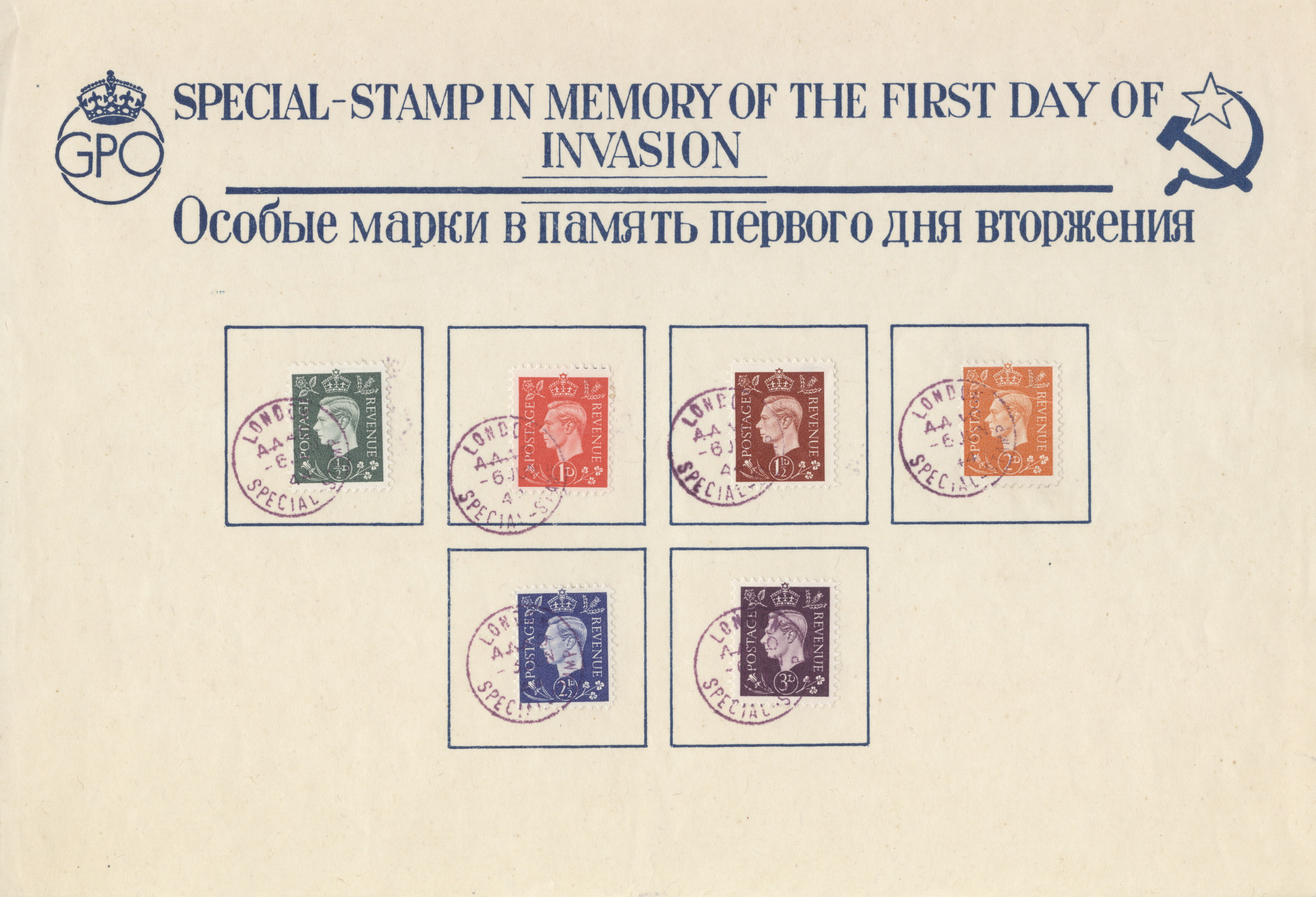
Gefälschtes sogenanntes „Gedenkblatt“

Die Propagandafälschungen beschränkten sich allerdings nicht auf Briefmarken. So wurden auch die dazugehörigen Sonderstempel und Gedenkblätter auf Russisch und Englisch hergestellt.

##### Propagandabriefmarken auf Postkarten

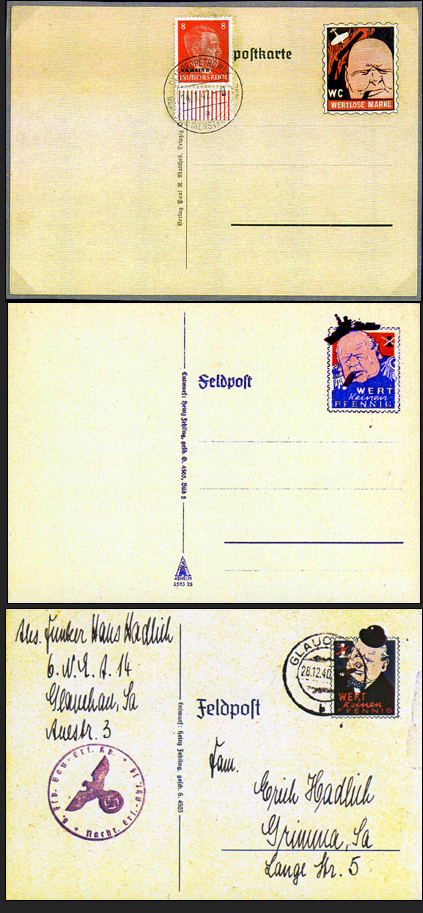
Postkarten mit Propagandabriefmarken

Für den Gebrauch innerhalb Deutschlands wurden einige Postkarten hergestellt, die bereits aufgedruckte Propagandamarken zeigten. Diese wurden von Heinz Fehling hergestellt. Die Marken sollten alliierte Führer wie Churchill, Chamberlain oder Stalin ins Lächerliche ziehen. Die Marken mit dem Konterfei der jeweiligen Personen trugen eine Angabe „Wert keinen Pfennig“. Es existieren Postkarten, die sowohl mit Zusatzfrankatur als auch ohne echt befördert bzw. abgestempelt worden sind.

#### US-amerikanische Fälschungen für Deutschland

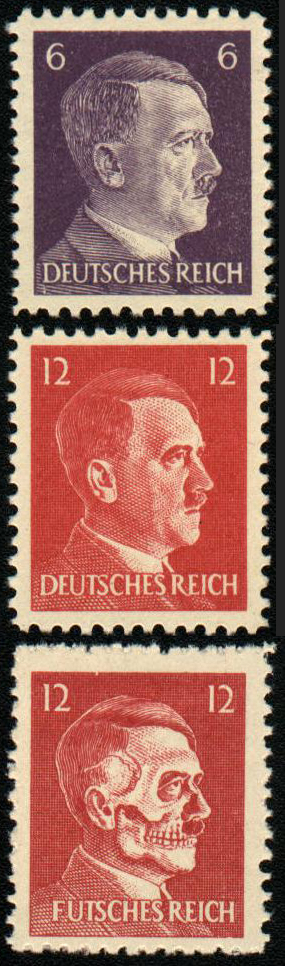
Von der OSS gefälschte Hitler-Marken

Auch die US-amerikanische Regierung erkannte das Potential von Kriegspost- und Propagandafälschungen während des Zweiten Weltkrieges.
Zunächst begann man mit der Fälschung der beiden postgültigen Freimarken zu 6 und 12 Reichspfennig des Deutschen Reichs. Auf ihnen war Adolf Hitler abgebildet. Sie wurden im Herbst 1944 von einer US-amerikanischen Feldpostdruckerei des OSS im besetzten Rom hergestellt. Diese dienten dazu, im Feindesland Verwirrung zu stiften. Sie wurden auf Briefe geklebt, mit gefälschten Poststempeln (Wien 8, Wien 40, Hannover 1) versehen und mittels Flugzeugen in der Operation Cornflakes über dem Süden des Deutschen Reiches abgeworfen. Vor allem in der Umgebung von Wien, der damals zweitgrößten Stadt im Deutschen Reich, wurden solche Briefe mit erfundenen Absendernamen, gefälschten Briefmarken und Stempel gefunden. Die Briefe enthielten Propagandamaterial. Ein ganzer Postsack mit diesen gefälschten Briefen wurde sogar in Berlin zugestellt. Neben den gestempelten Kriegspostfälschungen von den Briefen existieren heute auch noch postfrische Stücke, da nicht alle verbraucht wurden. Die Spionagefälschungen weichen jedoch stark in der Zähnung, im Papier sowie in der Gummierung von den Originalbriefmarken ab.

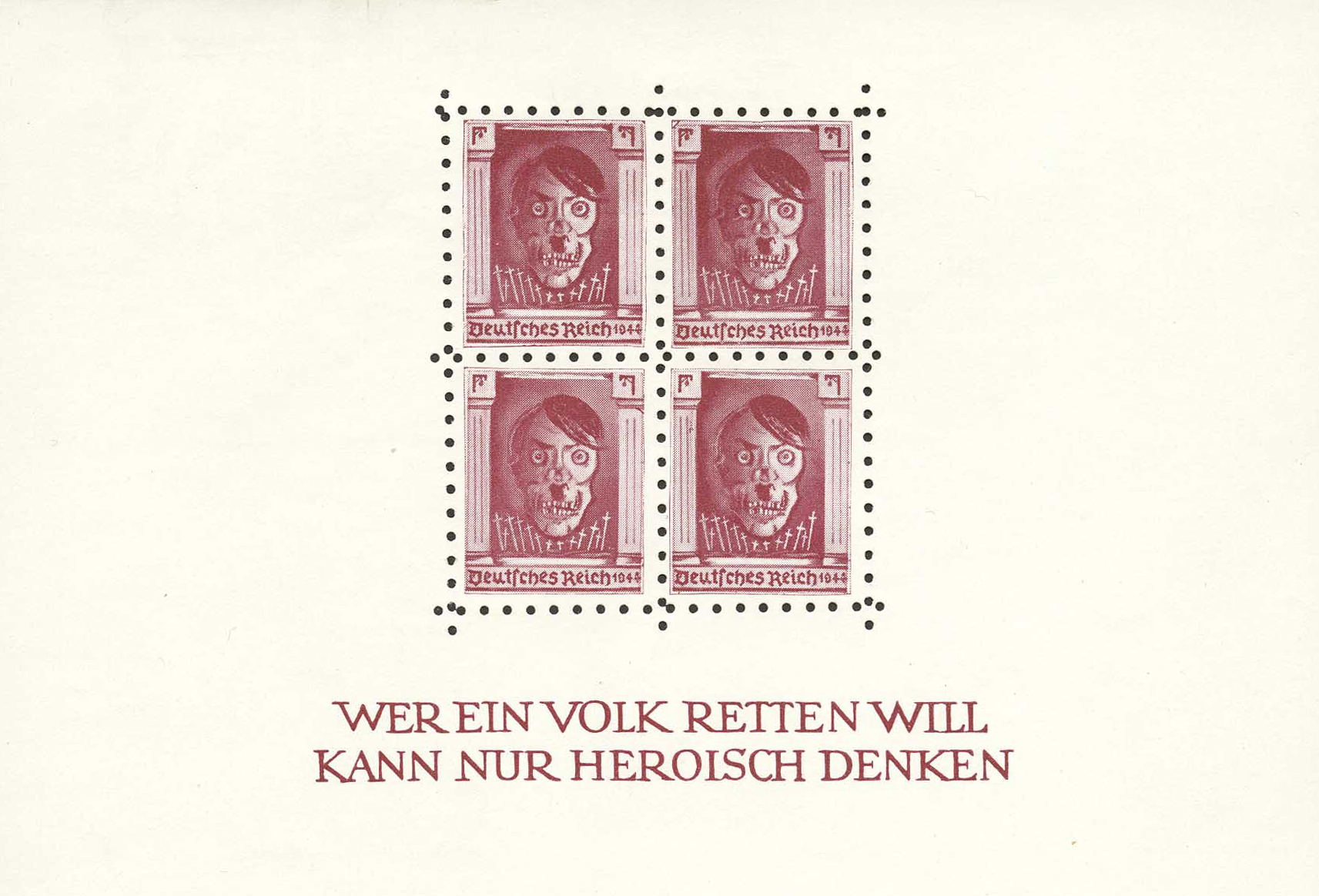
Seltener, gefälschter Briefmarkenblock mit Hitlers Totenkopf

Die US-Amerikaner gaben bald darauf auch die ersten Propagandafälschungen heraus. Die Vorlage dafür war ebenfalls die Freimarkenserie des Deutschen Reichs mit dem Porträt Hitlers. Beim karminroten 12-Reichspfennig-Wert wurde in das Gesicht Hitlers ein totenkopfähnliches Knochengerüst eingefügt. Die Inschrift wurde von Deutsches Reich in „Futsches Reich“ abgeändert. Diese Propagandafälschung ist bislang noch nicht gestempelt bekannt geworden. Nach einem ähnlichen Prinzip wurde auch der Briefmarkenblock anlässlich Adolf Hitlers Geburtstag 1937 gefälscht. Auf den vier Markenbildern des Blocks, die ursprünglich Adolf Hitler zeigten, sieht man Hitlers Totenkopf über zahlreichen Gräbern. Die Wertangaben wurden durch kleine Galgen ersetzt. In den unteren Zeilen fügte man die Inschrift „Deutsches Reich 1944“ hinzu. Dieser Block ist in einer braunvioletten sowie einer dunkelgrünen Farbvariante im Jahr 1944 vom U.S. Office of Strategic Services (OSS) hergestellt worden. Von der braunvioletten Variante sind nur fünf erhaltene Blocks bekannt. Von allen Propagandafälschungen gibt es wiederum Fälschungen zum Schaden der Sammler.
Außerdem wurden Propagandafälschungen von Feldpostkarten hergestellt.

#### US-amerikanische Fälschungen für Japan

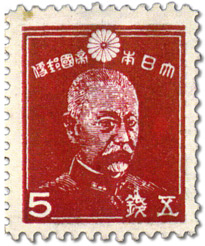
Von der OSS gefälschte japanische 5-Sen-Briefmarke, die Admiral Tōgō zeigt

Nachdem der Krieg in Ostasien selbst nach dem Zusammenbruch des NS-Regimes in Europa anhielt, versuchte das Office of Strategic Services (OSS) auch in Japan durch subversive Maßnahmen den japanischen Kriegsgegner zu indoktrinieren. Dazu wurden Briefe und Postkarten gefälscht, die an Angehörige von Soldaten in Japan geschickt wurden, die defätistische Nachrichten enthielten. Zu diesem Zweck wurde zwischen April und Juni 1945 eine japanische 5-Sen-Briefmarke gefälscht, um eine entsprechende Frankatur durchführen zu können. Es ist jedoch fraglich, ob jemals derartig frankierte Postkarten bzw. Briefe zugestellt werden konnten, da – der US-Seite unbekannt – das Porto in Japan für solche Postsendungen bereits am 1. April 1944 von 5 Sen auf 7 Sen erhöht worden war. Somit wurden derartige Frankaturen vermutlich nicht weiterbefördert.

#### Sowjetische Fälschungen für Deutschland

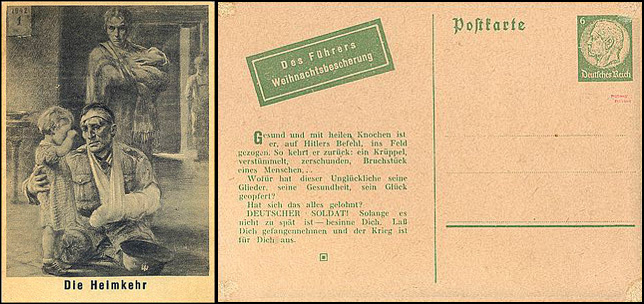
Des Führers Weihnachtsbescherung: Die Heimkehr

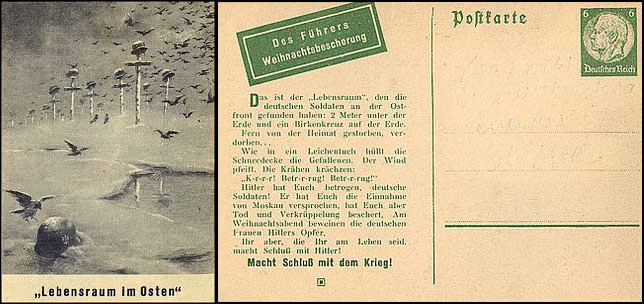
Des Führers Weihnachtsbescherung: Lebensraum im Osten

Die sowjetischen Fälschungen beschränkten sich auf Fälschungen von Postkarten, die so genannten Propagandakarten. Es wurden zahlreiche verschiedene Karten hergestellt, die teilweise mit dem eingedruckten Markenbild zu 6 Reichspfennig der Hindenburg-Freimarkenserie versehen sind.

#### Britische Fälschungen für Deutschland
Wie schon im Ersten Weltkrieg wurden auch im Zweiten Weltkrieg in Großbritannien Kriegspostfälschungen für das Deutsche Reich hergestellt. In diesem Krieg wurden allerdings auch Propagandafälschungen hergestellt.

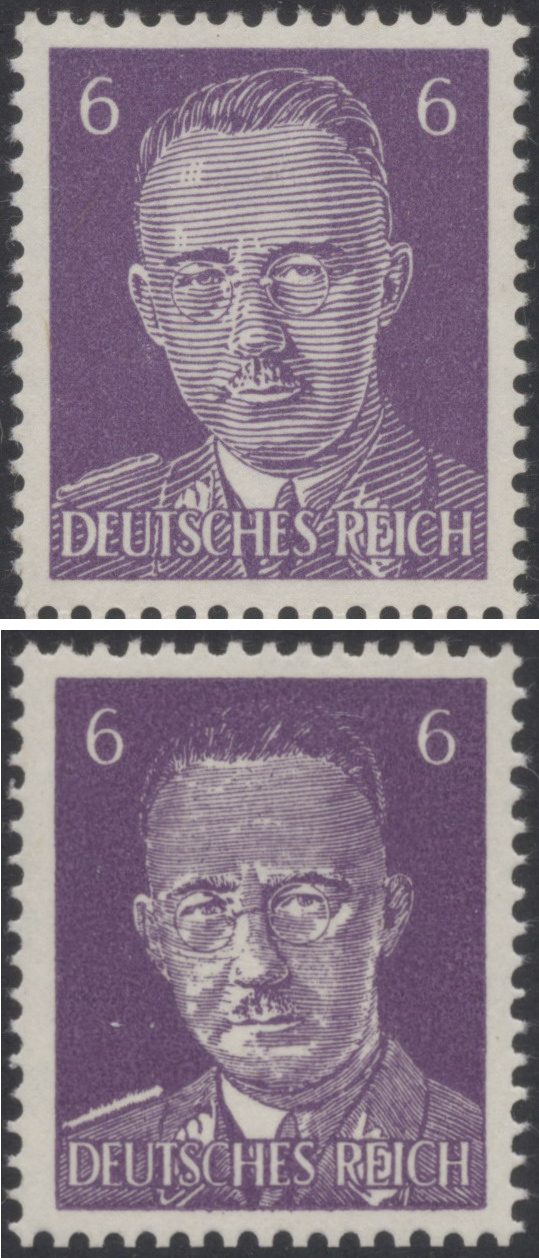
Himmler-Fälschung (Typ I oben, Typ II unten)

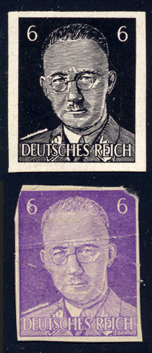
Probedrucke der Himmler-Fälschung Typ II in Schwarz und Violett

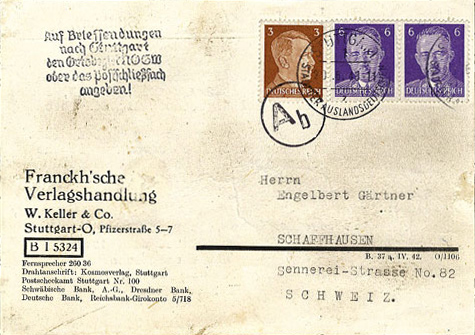
Vom PWE gefälschte abgestempelte Himmler-Marken auf einer Postkarte

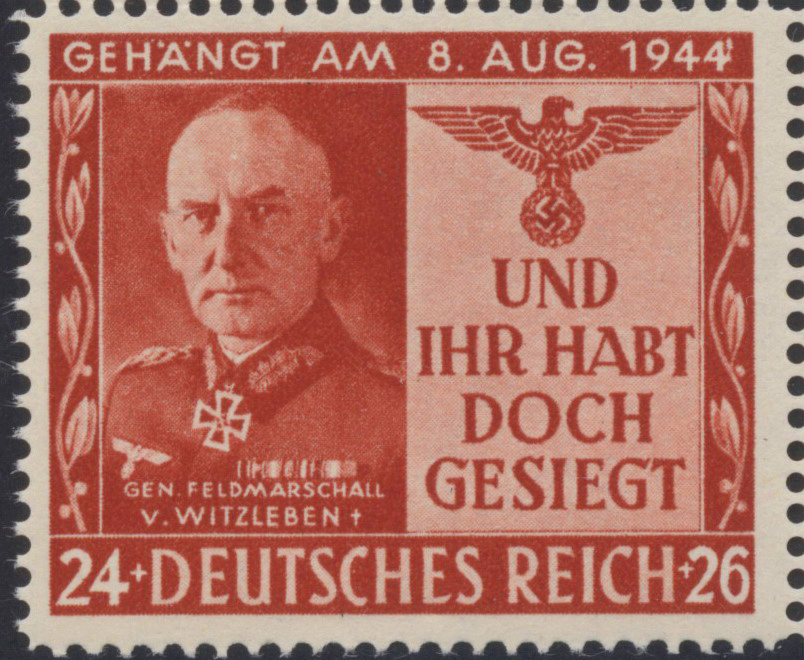
Fälschung General von Witzleben

Zunächst wurden Kriegspostfälschungen des 12-Reichspfennig-Wertes der Hindenburg-Freimarkenserie des Deutschen Reiches hergestellt, ähnlich wie von den verbündeten US-Amerikanern praktiziert, um Propagandamaterial nach Deutschland einzuschleusen. Dies geschah ebenfalls durch Abwerfen der mit den gefälschten Briefmarken frankierten Briefen mittels Flugzeugen über Deutschland. Es folgten die Wertstufen zu 3, 4, 6 und 8 Reichspfennig. Bei dieser Kriegspostfälschung sind ebenfalls postfrische Stücke bekannt, da nicht alle Briefmarkenfälschungen verbraucht wurden.

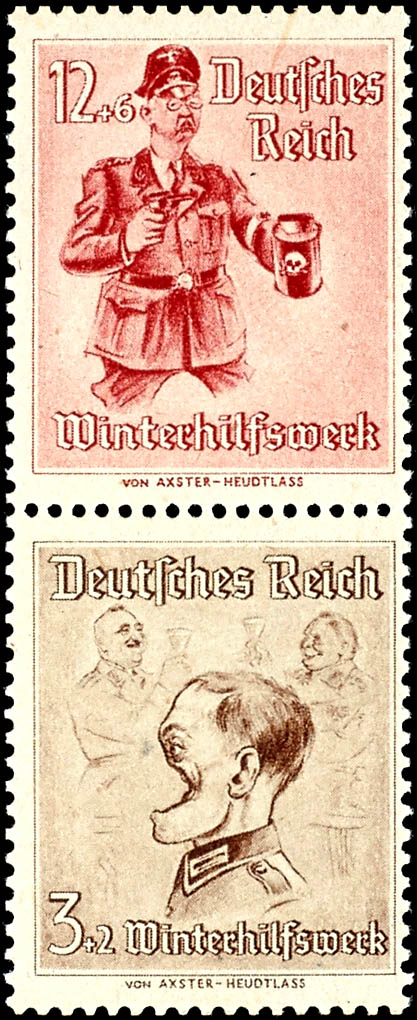
Fälschung Winterhilfswerk

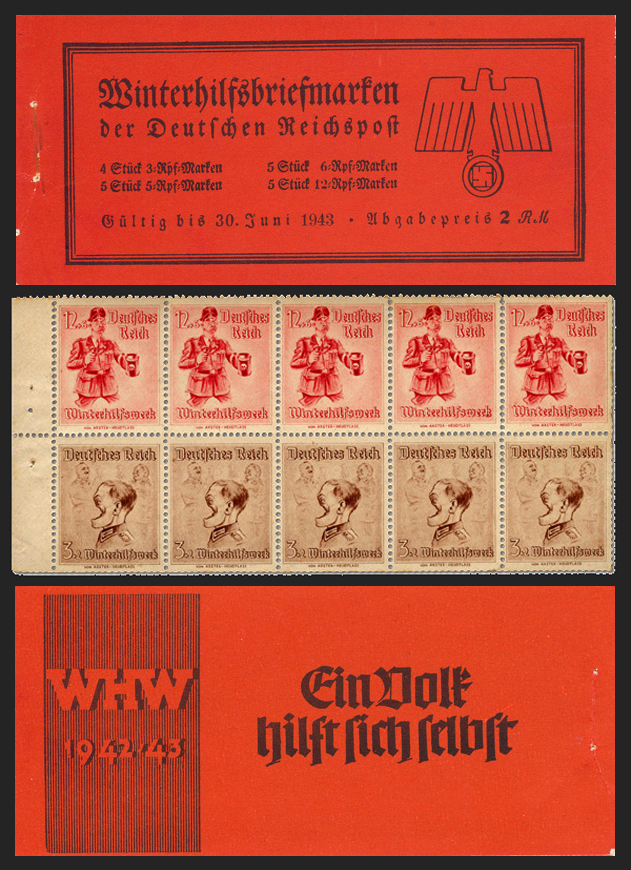
Komplett gefälschtes Markenheftchen Winterhilfswerk

Außerdem wurden Kriegspostfälschungen der nachfolgenden Hitler-Freimarkenserie angefertigt. Diese wurden auf vier verschiedene Karten geklebt und mit einem Text versehen. Es existieren keine gestempelten Stücke, dafür aber ungezähnte Probedrucke. Weiter sind noch britische Kriegspostfälschungen von Feldpostzulassungsmarken bekannt geworden.

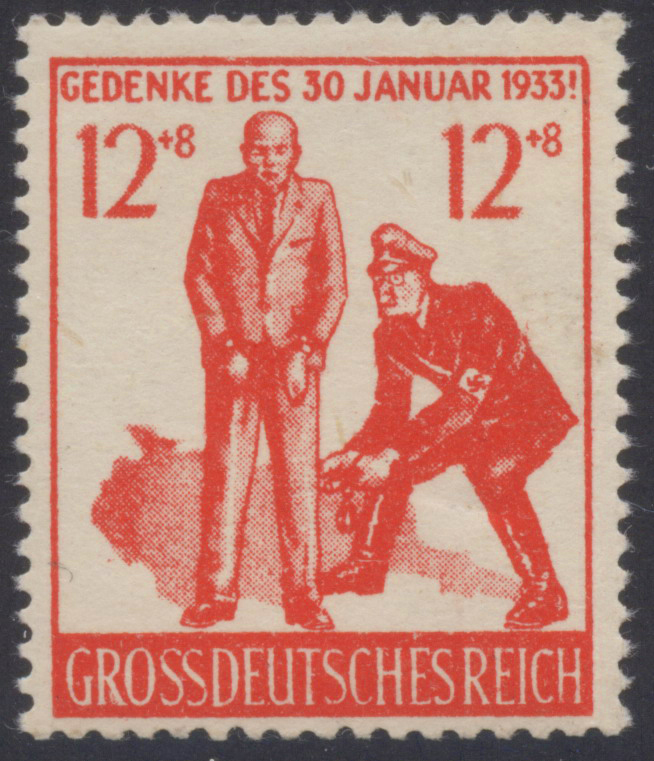
Fälschung Himmler fesselt Zivilisten

Vorwiegend wurden in Großbritannien jedoch Propagandafälschungen hergestellt. Die erste ihrer Art ging von der deutschen Hitler-Freimarkenserie aus, indem Adolf Hitler durch Heinrich Himmler ersetzt wurde. Es gibt zwei deutlich verschiedene Varianten, eine mit weiten Linien, eine zweite Type mit engen Linien; von der zweiten Type existieren ungezähnte Probedrucke sowohl in Violett als auch in Schwarz, von der ersten Type in Violett. Echt gestempelt wurden noch keine Exemplare aufgefunden; alle bisher bekannten Belege sind eindeutig Fälschungen zum Schaden der Sammler. Es wurden jedoch vom britischen Geheimdienst PWE einige Postkarten sowie Briefumschläge angefertigt, die mit Himmler-Marken und gefälschten deutschen Post- und Zensurstempeln präpariert wurden. Diese waren für neutrale Staaten wie die Schweiz, Schweden oder vermutlich auch Portugal vorgesehen, um sie dort von Agenten zu verbreiten. Einige dieser Poststücke sind erhalten geblieben.
Die Himmler-Marke wurde vom britischen Geheimdienst in der Absicht entworfen, einen Keil zwischen die Führung des NS-Regimes zu treiben. Mit der Idee, Himmler plane einen Umsturz und wolle sich selbst zu einem neuen Führer bzw. Präsidenten Deutschlands machen, hielt man eine angeblich vorbereitete Briefmarken-Ausgabe mit seinem Porträt für geeignet, diese Vorstellung in die Köpfe insbesondere der NS-Führungsspitze zu bringen. Die Marke wurde durch britische Agenten insbesondere in der neutralen Schweiz verbreitet. Die Hoffnung bestand, dass Briefmarkensammler auf diese Marke aufmerksam würden und anschließend darüber eine größere Presseaktion stattfände. Es stellte sich jedoch heraus, dass diese Fälschung weder in der Schweiz noch im restlichen Europa für eine besondere Aufmerksamkeit sorgte. Letztendlich waren die britischen Agenten gezwungen, die Himmler-Marke direkt zu Briefmarkenhändlern zu bringen, um sie publik zu machen. Selbst diese Maßnahme führte jedoch nicht zum gewünschten Erfolg und die Aktion erwies sich als vollständiger Fehlschlag, da praktisch niemand an den vorgeblichen Himmler-Umsturz glaubte. Kurios war jedoch, dass ausgerechnet ein Angehöriger des US-Geheimdienstes OSS in Bern dieser Marke eine außergewöhnliche Bedeutung zuschrieb. Am 10. Juni 1944 verfasste der US-Agent Allan Dulles einen ausführlichen Bericht für seine vorgesetzte Stelle in Washington, in dem er die rätselhafte Marke beschrieb. Da die US-Seite vom britischen Geheimdienst über die Fälschungsaktion erstaunlicherweise nicht informiert worden war, wurden vom US-Geheimdienst überflüssige Recherchen gestartet und damit Personal gebunden, was die gesamte Aktion abschließend zu einer peinlichen Panne machte.
Der jüdische KZ-Häftling Adolf Burger, der an der Aktion Bernhard teilgenommen hatte, beschrieb nach dem Krieg, dass Heinrich Himmler über diese britische Fälschung mit seinem Porträt sehr empört war. Dies veranlasste ihn offenbar, mit gleicher Münze heimzuzahlen und ebenfalls spöttische Propagandamarken für die britische Seite zu beauftragen.
Die nächste britische Propagandafälschung nahm sich die Sondermarke des Deutschen Reiches aus dem Jahr 1943 anlässlich des 20. Jahrestages von Hitlers Marsch auf die Feldherrnhalle als Vorlage. Man fügte das Porträt von General Witzleben (beteiligte sich am Attentat auf Hitler vom 20. Juli 1944 und wurde am 8. August 1944 hingerichtet) ein und ersetzte das Datum des Jahrestages durch „Gehängt am 8. August 1944“. Diese Propagandafälschung ist ebenfalls gestempelt nicht bekannt.
Später wurden von Großbritannien zwei Briefmarken des Deutschen Reiches der Sondermarkenserie zugunsten der Winterhilfe 1938 gefälscht. Statt der eigentlichen Bilder sah man bei dem Wert zu 12 + 6 Reichspfennig eine Karikatur von Heinrich Himmler, der mit einer Dose, auf der ein Totenkopf abgebildet ist, für die Winterhilfe sammelt. Auf dem Wert zu 3 + 2 Reichspfennig der Sondermarkenserie waren ein Soldat mit durch Verwundung zerstörtem Gesicht sowie im Hintergrund Julius Streicher und Hermann Göring, gut gelaunt feiernd, anstatt der Originalzeichnung zu sehen. Beide Marken wurden ausschließlich zusammenhängend in einem Markenheftchen der Größe 5 × 2 hergestellt. Bogenformen sind nicht bekannt. Die Markenheftchen wurden ab Januar 1943 an freie polnische Einheiten am Mittelmeer sowie ab April 1943 an Widerstandsgruppen in Frankreich ausgeliefert. Vorbereitet wurden auch bereits abgestempelte Marken, die sich auf Propagandabriefen befanden, die für das besetzte Polen bestimmt waren. Die Aktion wurde jedoch kurzfristig gestoppt und sämtliche Briefe – bis auf wenige erhaltene – wieder vernichtet.
Die letzte britische Propagandafälschung für das Deutsche Reich während des Zweiten Weltkriegs betraf eine Sondermarke aus dem Jahr 1944 anlässlich des 21. Jahrestags von Hitlers Marsch auf die Feldherrnhalle. Das Markenbild wurde durch ein Bild von Heinrich Himmler ersetzt, der einem Zivilisten Fesseln anlegt. Die Inschriften blieben unverändert. Die Propagandafälschung existiert nur postfrisch sowie als ungezähnter Probedruck.

#### Britische Fälschungen für von Deutschland besetzte Gebiete
Die britischen Propagandafälschungen beschränkten sich nicht nur auf das Deutsche Reich selbst; auch für Gebiete, die von deutschen Soldaten besetzt waren, stellte man Propagandafälschungen her.

##### Generalgouvernement
Die Propagandafälschungen für das nach dem Überfall auf Polen der Wehrmacht besetzte sowie nach der Gebietsaufteilung im Rahmen des Deutsch-Sowjetischen Grenz- und Freundschaftsvertrages am 26. Oktober 1939 gebildete und (auch) aus Sicht des Deutschen Reiches als Ausland betrachtete Generalgouvernement (für die besetzten polnischen Gebiete) wurden aus politischen Gründen vom Amt für psychologische Kriegsführung in Großbritannien veranlasst.

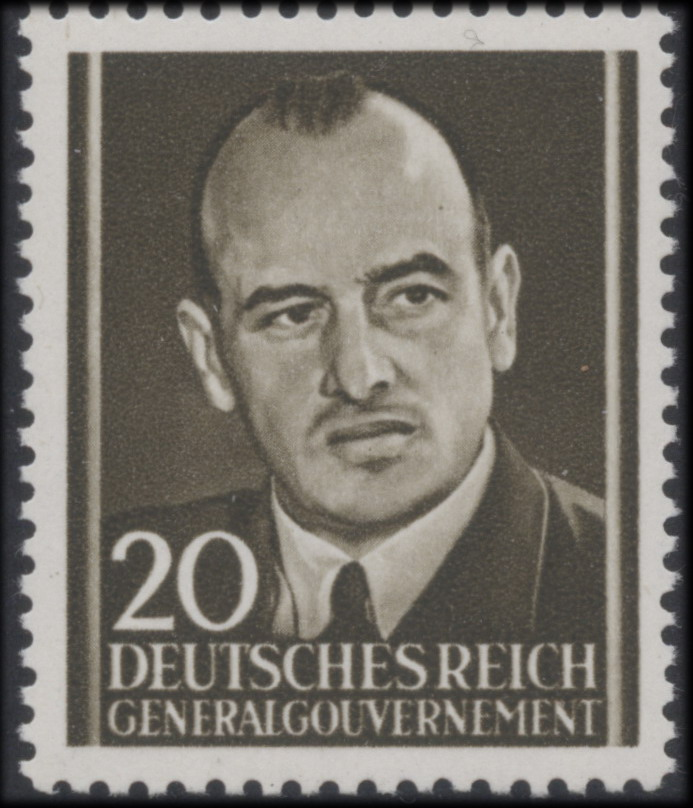
Fälschung Generalgouverneur Frank

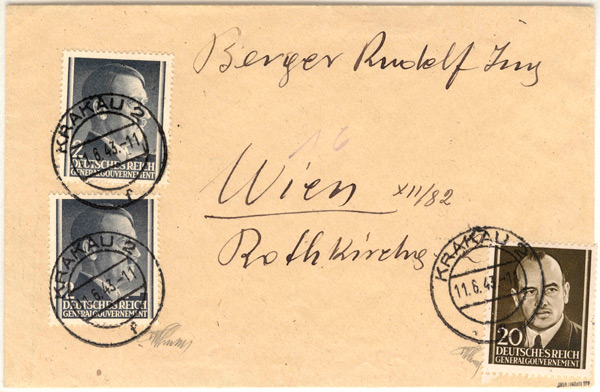
Die Frank-Marke mit echter Abstempelung auf Brief

Die Vorlage für diese Briefmarkenfälschungen war die Hitler-Freimarkenserie für das Generalgouvernement. (Das Generalgouvernement hatte andere Briefmarkenausgaben als das Deutsche Reich.) Beim Wert zu 20 Groszy wurde das Porträt von Adolf Hitler durch das Porträt des Generalgouverneurs Hans Frank ersetzt. Der Rest des Markenbildes (Farbe, Rahmen, Text, Wertstufe usw.) blieb unverändert.
Die Marken wurden in England in Kleinbögen zu 20 Marken hergestellt und über dem besetzten Polen vom Flugzeug aus abgeworfen. Sie konnten von der polnischen Untergrundbewegung auf zahlreichen Propagandaschriften und auf Briefen mit darin enthaltenen Propagandaschriften im Generalgouvernement während weniger Wochen im Sommer 1943 mit echten Poststempeln in den Postverkehr geschleust werden. Die meisten dieser Briefe wurden allerdings noch auf den Postämtern von den deutschen Behörden beschlagnahmt. Nachweisbar echt gelaufene Briefe sind daher sehr selten. Die beabsichtigte Schaffung von Unruhe mittels dieser Fälschung konnte so eher nur im Bereich der deutschen Behörden erreicht werden.
Neben den gestempelten Stücken auf den Briefen existieren heute auch noch ungezähnte Probedrucke sowie postfrische Stücke. Zur (tendenziell steigenden) Katalogbewertung dieser Marke siehe z. B. Michel-Katalog Deutschland Spezial Band 1 unter Kriegs- und Propagandafälschungen Katalognummer 33.

##### Marokko (nicht von Deutschland besetzt)

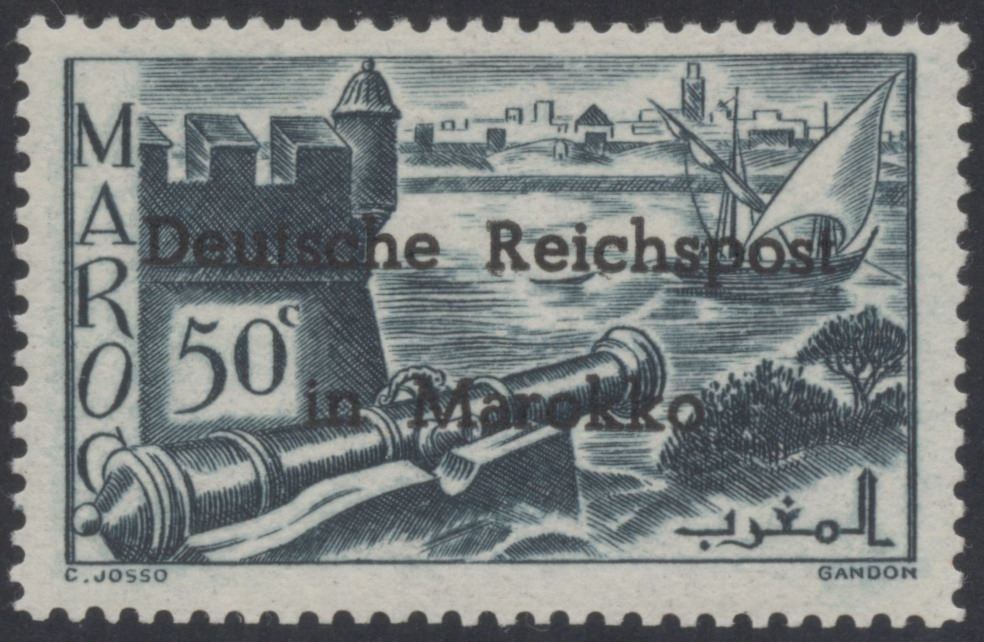
Gefälschte Marokko-Marke

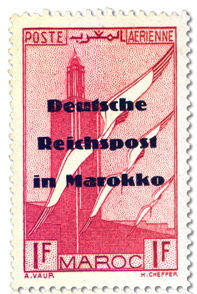
Gefälschte Marokko-Marke

In Marokko brachte Großbritannien Propagandafälschungen in Umlauf, die als Produkt des Deutschen Reiches ausgegeben wurden. Hierzu wurden postgültige Briefmarken Französisch-Marokkos mit dem Aufdruck „Deutsche Reichspost in Marokko“ versehen. Dies sollte eine bevorstehende deutsche Besetzung vorspiegeln. Angeblich wurden die so gefälschten Marken in die US-Botschaft nach Paris geschickt, wo sie anschließend dem prodeutschen Staatschef Philippe Pétain oder dem Ministerpräsidenten Pierre Laval präsentiert wurden. Es existieren noch 11 postfrische Exemplare zu 50 Centimes sowie 7 postfrische Exemplare der Luftpostmarke zu 1 Franc.

##### Norwegen

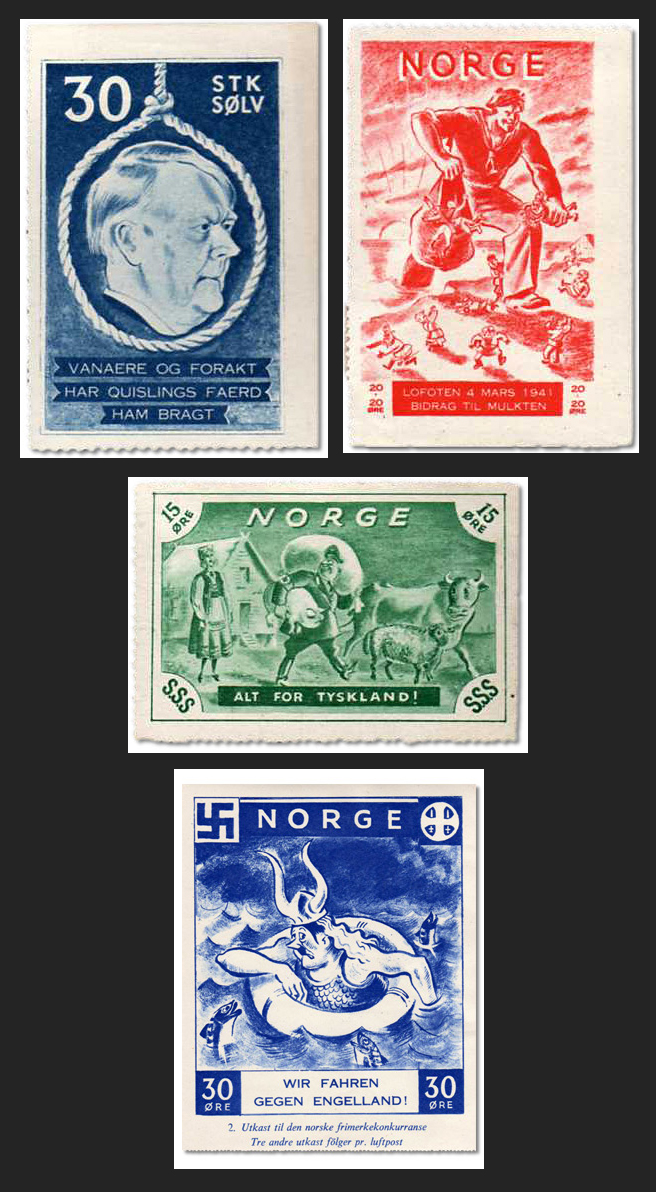
Die vier britischen Propagandafälschungen für Norwegen

Für Norwegen stellte Großbritannien ebenfalls Propagandamarken her. Es existierten vier unterschiedliche Varianten, die im Jahr 1941 durch Agenten und Abwürfe aus Flugzeugen in das Land gebracht wurden. Die Auflage betrug insgesamt 200.000 Stück, vermutlich je 50.000 Stück von jeder Variante. Die Marken ähnelten keinen Vorbildern und wurden völlig neu gestaltet, da sie eigentlich als sogenannte „Gummed Labels“ (gummierte Aufkleber, die nicht nur auf Briefe geklebt werden sollten) gedacht waren. Nachweislich tauchten die ersten dieser Propagandafälschungen am 7. Juni 1941 in Bergen auf. Später wurden noch Marken in Askøy, Osteroya und Fusa Fjord aufgefunden. Eine Marke in Grün zeigt einen dicken Nazi-Offizier mit einem Schwein unter seinem Arm, der offenbar die Lebensgrundlage einer Norwegerin vernichtet. Die Aufschrift lautet u. a. «Alt for Tyskland!», was übersetzt „Alles für Deutschland!“ bedeutet.
Eine Marke in Blau zeigt Hitler mit Wikingerhelm in einem Rettungsring schwimmend und der Aufschrift „Wir fahren gegen Engelland!“ Eine Marke in Rot zeigt einen Seemann, der kleine „Nazis“ in einen Sack einsammelt. Eine weitere Marke in Blau zeigt den NS-Statthalter von Norwegen, Vidkun Quisling, mit einem Strick um seinen Kopf. Die Aufschrift lautet «Vanaere og forakt har Quislings faerd ham bragt», was übersetzt „Quislings Verhalten brachte ihm Verachtung und Ehrlosigkeit ein“ bedeutet.

##### Niederlande

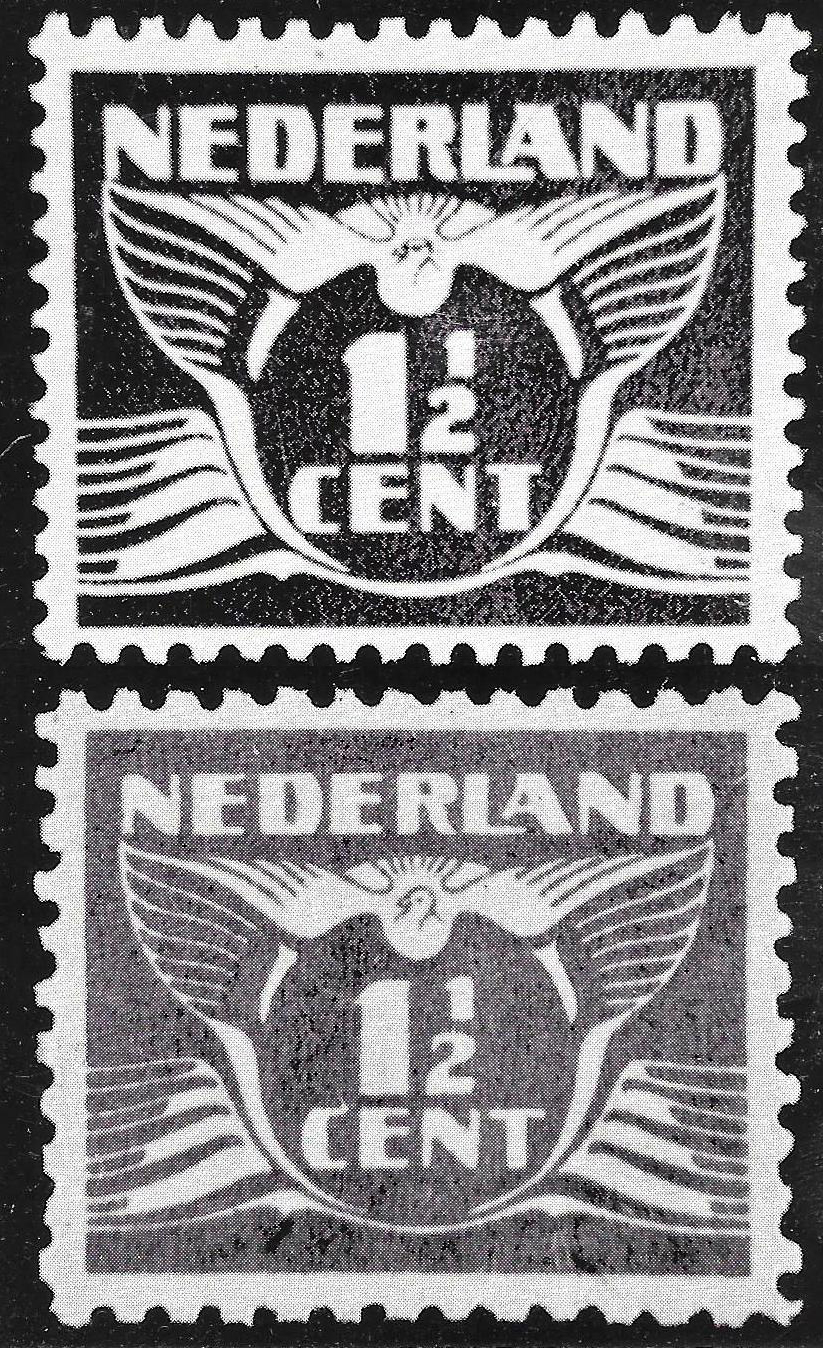
Fälschung der «Möwen-Marke», (oben das Original, unten die Fälschung)

Zwischen April 1941 und November 1941 produzierte der britische Geheimdienst PWE Kriegsfälschungen der niederländischen 1 ½ Cent «Möwen-Marke», die im Original aus dem Jahr 1935 stammte. Die in England hergestellten Fälschungen wurden vermutlich Fallschirmjägern mitgegeben, die über den besetzten Niederlanden abgesprungen sind. Anschließend wurden sie möglicherweise dazu verwendet, um Postkarten damit zu frankieren, die nicht mehr als fünf Wörter zeigten. Möglich wäre auch eine Frankatur von Briefumschlägen mit eingelegtem Propagandamaterial gewesen. Die Marken wurden in Bögen von je 20 Stück im Format 5 × 4 hergestellt und waren von eher geringerer Qualität.

##### Jersey (Kanalinseln)

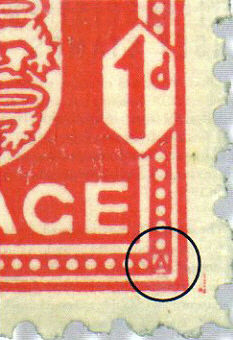
Eingefügter Buchstabe «A» in eine 1-Pence-Marke

Als Kuriosität dürfen die Propagandafälschungen zweier Marken der Kanalinsel Jersey angesehen werden. Jersey war, wie die übrigen Kanalinseln, von 1940 bis 1945 von der deutschen Wehrmacht besetzt. Der britische Designer und Graveur N.V.L. Rybot bekam von der deutschen Verwaltung den Auftrag, Jersey-Briefmarken zu entwerfen und drucken zu lassen. Offenbar zu seiner persönlichen Genugtuung gravierte er jeweils in die vier Ecken der ½- sowie 1-Pence-Briefmarke die sehr kleinen und unauffälligen Buchstaben «AABB» bzw. «AAAA». Nach dem Krieg erklärte Rybot, dass er die geheimen Buchstaben einfügte, um den Kampfgeist der über die Fälschung informierten Briten zu stärken. Seiner Aussage zufolge sollten die Buchstaben «AABB» eine Abkürzung für die Worte «Adolphe Atrox» und «Bloody Benito» darstellen, lateinisch für «Grausamer Adolf» bzw. englisch für «Blutiger Benito». Dagegen hätten die Buchstaben «AAAA» die abgekürzte Bedeutung «Ad Avernum, Adolphe Atrox», lateinisch für «Zur Hölle, grausamer Adolf» gehabt.

##### Böhmen und Mähren (Tschechoslowakei)

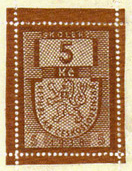
Gefälschte 5-K-Steuermarke

Eine sehr seltene Kriegsfälschung einer aus dem Jahr 1938 stammenden tschechoslowakischen 5-Koruna-Steuermarke ist bekannt, die vermutlich zu Anfang des Krieges von einer in London ansässigen Exilgruppe der von Deutschland besetzten Tschechoslowakei hergestellt worden ist. Nachkriegsaufzeichnungen zufolge sollte sie dazu dienen, für Fallschirmjäger gefälschte Pässe damit auszustatten, die anschließend über der besetzten Tschechoslowakei abgesetzt werden. Sehr ungewöhnlich war die Herstellungsweise der Marken. Sie wurden in 4er-Blöcken auf sehr transparentem Papier gedruckt, wobei alle Marken durch breite Stege getrennt waren. Zudem wurde je 2 Marken auf der Vorderseite des Papiers aufgedruckt, 2 Marken davon oberhalb auf der Rückseite des Bogens. Da nur ein einziger bekannter Markenbogen erhalten geblieben ist, wird vermutet, dass es sich um einen Probedruck handelt. Eine Ausweitung der Produktion wurde anschließend offenbar nicht in Erwägung gezogen.

#### Britische Fälschungen für das mit Deutschland verbündete Italien

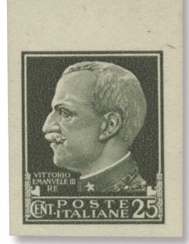
Emanuel-Fälschung

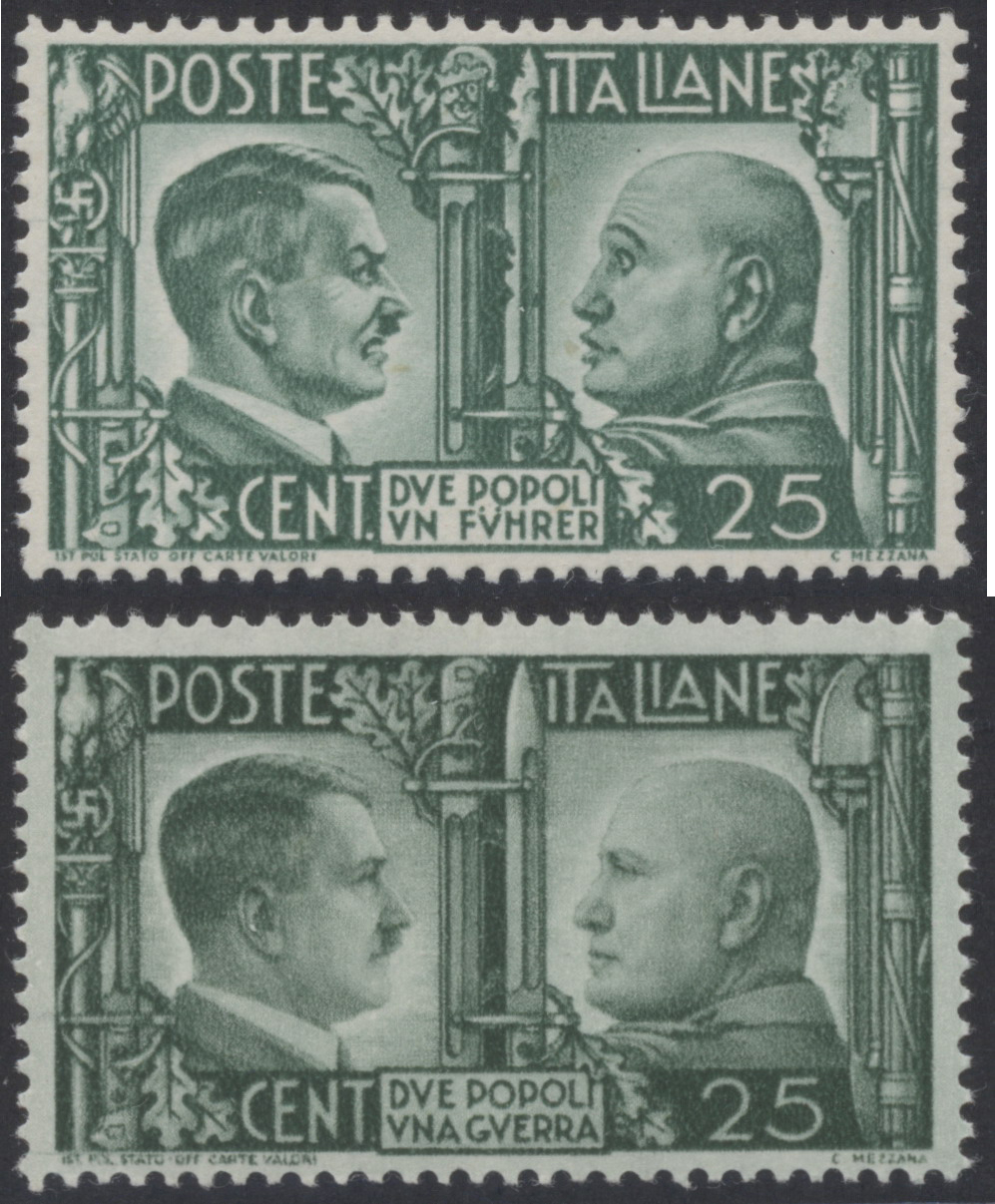
Propagandafälschung der Michel Nr. 625 (Italien) (oben), die Originalmarke unten

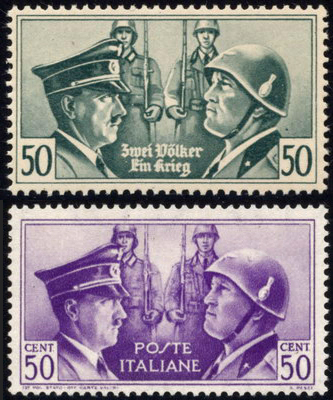
Propagandafälschung der Michel Nr. 626 (Italien) (oben), die Originalmarke unten

Für das mit Deutschland im Zweiten Weltkrieg verbündete Italien wurden ebenfalls Propagandafälschungen hergestellt. So änderte man das Design der Michel Nr. 625 (Italien), indem man die Köpfe Hitlers bzw. Mussolinis in karikaturistischer Weise entstellte, so dass der Eindruck entstand, einen „aggressiv und grimmig“ blickenden Hitler einem „verdutzt und eingeschüchtert“ wirkenden Mussolini gegenüberzustellen. Der italienische Text wurde abgeändert von (übersetzt) „Zwei Völker, ein Krieg“ in „Zwei Völker, ein Führer“, wobei das Wort Führer auf Deutsch geschrieben wurde. Auch wurden im rechten „italienischen Teil“ die Hieb- und Stichwaffen stark abgenutzt bzw. beschädigt dargestellt. Im linken „deutschen Bereich“ erhielt der Schwertgriff die kleine Karikatur eines Kopfes bzw. Gesichts. Subtiler war die Charakterisierung der deutschen Dominanz gegenüber Italien bei der Propagandafälschung Michel Nr. 626 (Italien), 50 Centesimi. Die im Originalen in einem Violettton verausgabte Marke wurde in Grün gedruckt. Der Text wurde von «Poste Italiane» in „Zwei Völker/Ein Krieg“ abgeändert. Beide Fälschungen wurden vermutlich im Herbst 1943 hergestellt. Das britische Political Warfare Executive (PWE) produzierte auch zwei Propagandaheftchen in italienischer Sprache, auf denen die italienischen Marken abgebildet sind. Auf einem der Heftchen ist die Michel Nr. 626 (Italien) zu sehen, jedoch in blauer Färbung anstelle eines Violetttons. Bereits vermutlich Anfang 1943 stellte das PWE auch eine Kriegsfälschung der italienischen Briefmarke mit dem Abbild von König Victor Emanuel III her. Es wird angenommen, dass diese zur Frankatur der Propagandahefte «Neapolitanische Briefe» aus dem Jahr 1943 dienen sollte. Von dieser Marke existieren sowohl gezähnte als auch ungezähnte Stücke. Die Fälschung unterschied sich vor allem in der Zähnung (14 ¾ : 14) vom Original (14).

#### Britische Fälschungen für die mit Deutschland kollaborierende Vichy-Regierung (Frankreich)

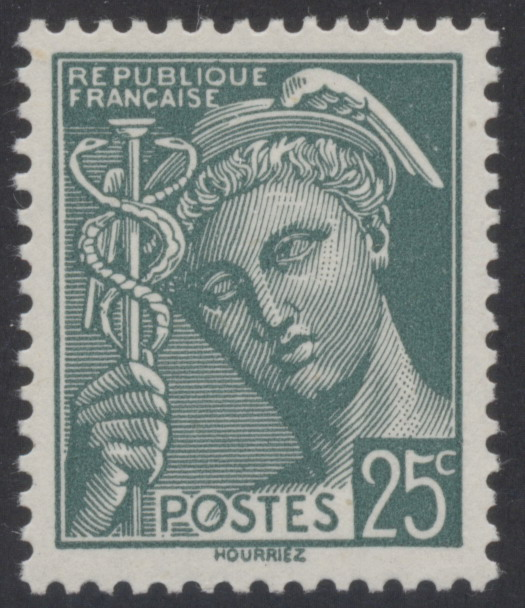
Gefälschte französische Merkur-Marke

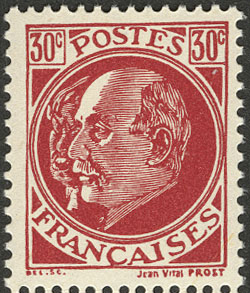
Propagandafälschung für das Vichy-Regime

Auch für die mit Deutschland kollaborierende Regierung in Frankreich (Vichy-Regime) wurde eine Propagandafälschung hergestellt. Man änderte etwa die Marke Michel Nr. 513 (Frankreich) dahingehend, dass neben dem prodeutschen Staatschef Pétain ein im Hintergrund „dämonisch“ blickender Ministerpräsident Laval erscheint. Hauptsächlich wurden jedoch im Jahr 1942 Kriegsfälschungen hergestellt, die der Frankatur von Propagandabriefen dienen sollten. Insgesamt handelte es sich um vier gefälschte Motive in elf unterschiedlichen Wertangaben. Gefälscht wurden die sogenannten Merkur- und Iris-Marken sowie die Ausgaben des Staatschefs Pétain mit und ohne Kopfbedeckung. Mit den gefälschten Marken wurden etwa 1000 Briefe pro Woche in das französische Postsystem eingeschleust. Diese enthielten Propagandamaterial mit Titeln wie «La France Libre» oder «Weekly Times». Bereits im gleichen Jahr 1942 wurde die Produktion der gefälschten Marken wieder eingestellt, da das britische Political Warfare Executive (PWE) die Propagandabriefaktion beendete. Eine Anfang 1944 hergestellte Fälschung einer rotbraunen 1,50-Franc-Marke «Pétain ohne Kopfbedeckung» stammte von einer französischen Untergrundbewegung und wurde angeblich vom 25. Januar 1944 bis zum 30. Mai 1944 dazu verwendet, konspirative Literatur zu versenden.

### Kalter Krieg

#### Von West-Berlin für die DDR

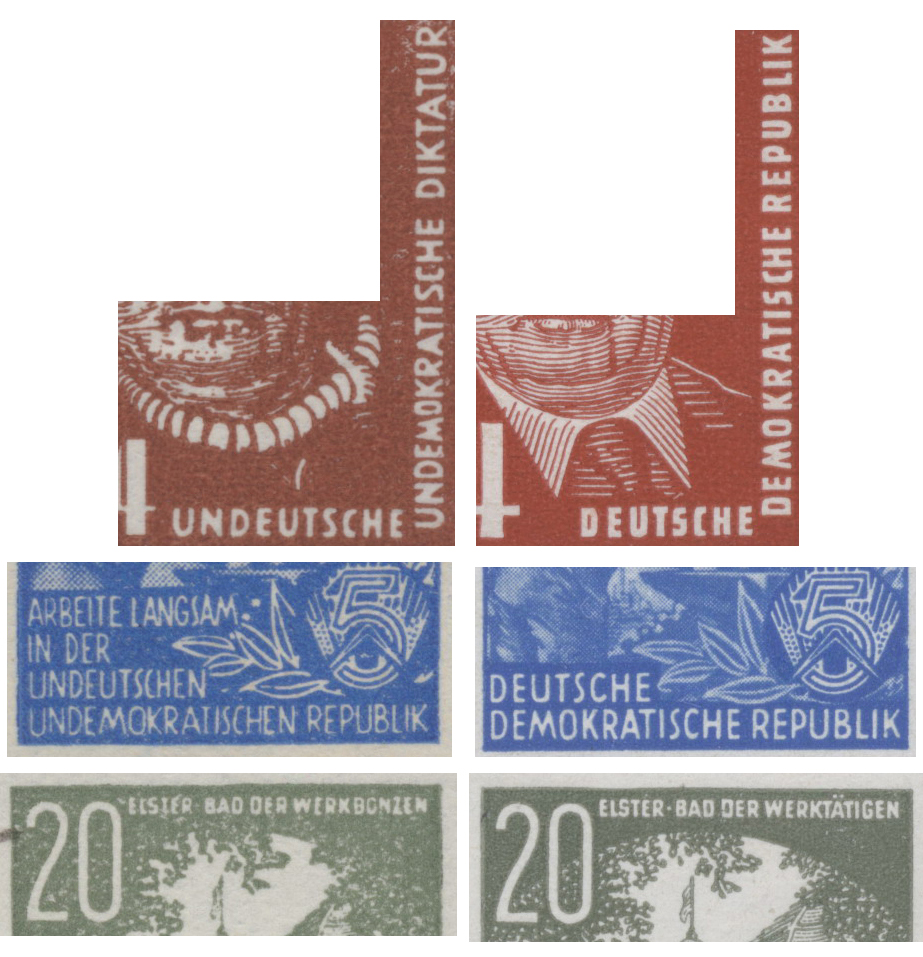
KgU-Fälschungen: links die Fälschung, rechts das Original

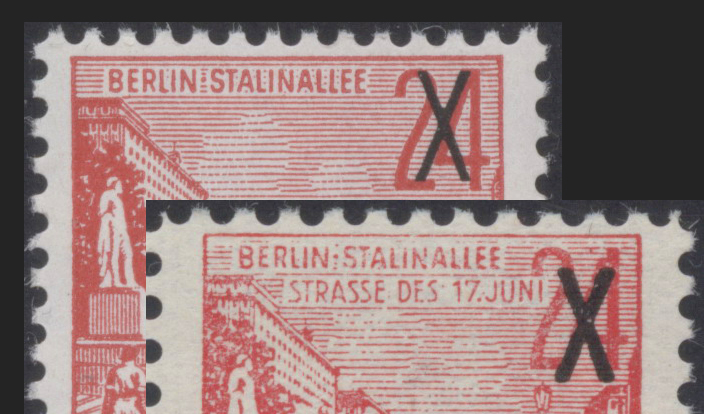
KgU-Fälschung: oben das Original, unten die Fälschung

In West-Berlin wurden Fälschungen zum Schaden der Post von der Kampfgruppe gegen Unmenschlichkeit (KgU) hergestellt. Alle Fälschungen kamen zur Verwendung und existieren daher sowohl in postfrischer als auch in gestempelter Form.
Bei der Freimarkenausgabe der DDR mit dem Bild von Wilhelm Pieck und Werten zu 12 und 24 Pfennig wurde um seinen Hals ein (Galgen-)Strick gelegt und der Landesname in „Undeutsche Undemokratische Diktatur“ geändert.

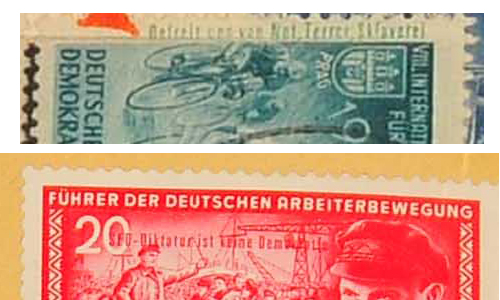
W.-P. Kleine-Fälschungen: oben mit Propagandaaufdruck „Befreit uns von Not, Terror, Sklaverei“, unten „SED-Diktatur ist keine Demokratie“

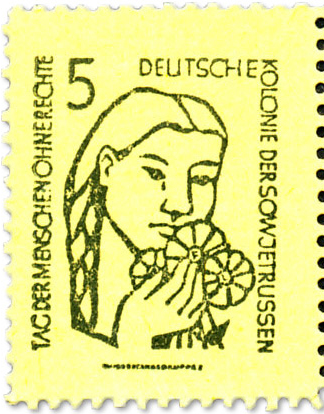
Kleine-Fälschung: „Tag der Menschen ohne Rechte“

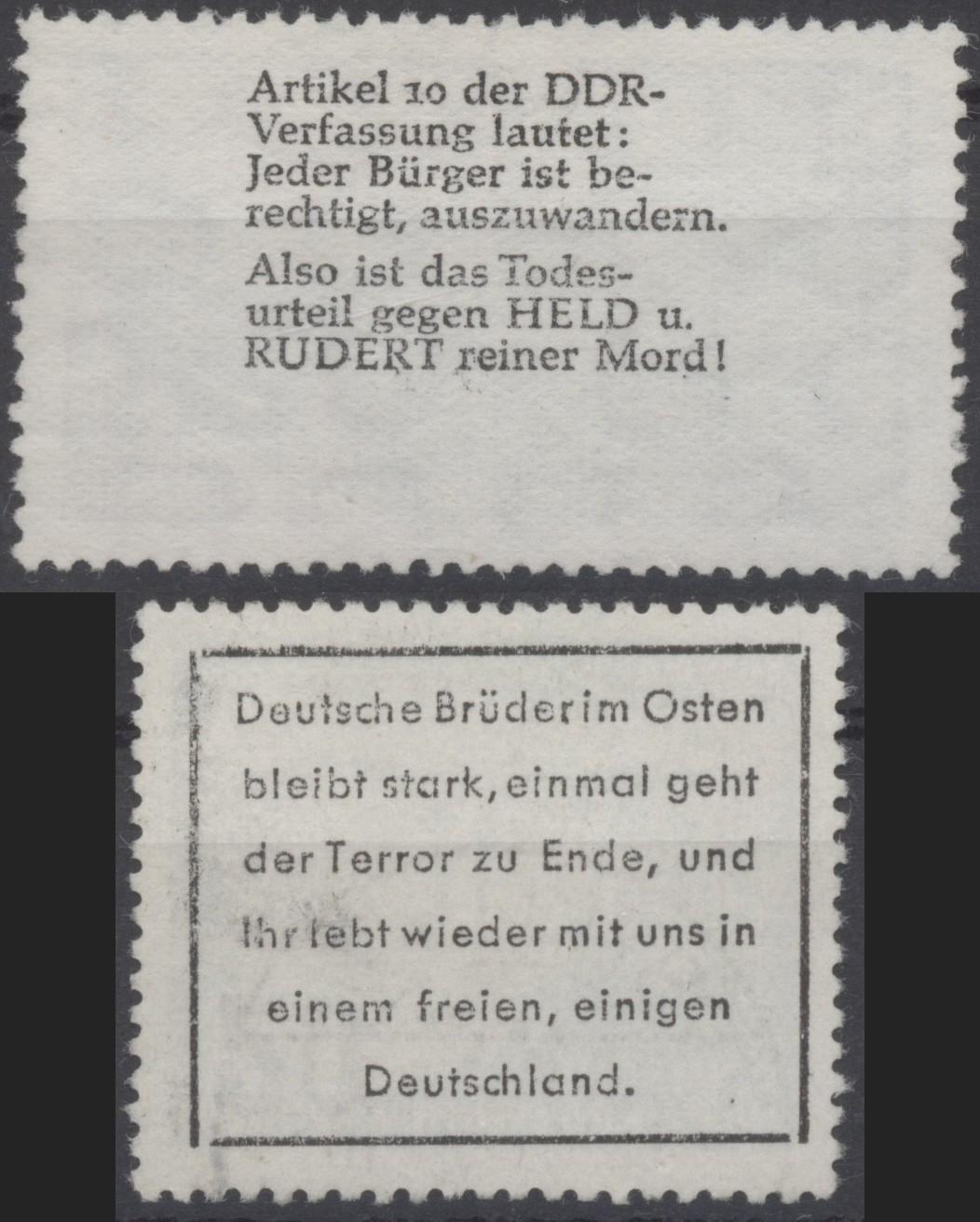
Kleine-Fälschungen mit rückseitigen Propagandaufdrucken

Bei sechs Werten der Freimarkenserie Fünfjahrplan der DDR wurden Fälschungen veröffentlicht. Beim Wert zu 12 Pfennig ersetzte man 1952 den Landesnamen durch die Aufforderung „Arbeite langsam in der Undeutschen Undemokratischen Republik“. Das unveränderte Markenbild zeigt einen Bauern, einen Handwerker sowie Akademiker. Bei Wert zu 21 Pfennig wurde der Landesname in „Undeutsche Undemokratische Republik“ umgeändert. Das Markenbild mit der Stalinallee erhielt die neue Bildüberschrift „Berlin Stalinallee/Straße des 17. Juni“. Da die Originalmarke des Wertes zu 24 Pfennig der Fünfjahresplan-Serie 1953 eine neue Wertangabe mittels Aufdruck erhielt, wurde ein solcher auch auf die Fälschung gedruckt. Die Fälschung existiert also mit und ohne Aufdruck.
1954 wurden die nächsten Fälschungen dieser Serie hergestellt. Der gefälschte Wert zu 6 Pfennig behielt dieses Mal den Landesnamen unverändert bei, dafür wurde jedoch das Symbol für den Fünfjahresplan, das sich in der rechten unteren Ecke bei jeder Briefmarke dieser Serie befand, durch das Symbol für freie Wahlen (Schwurhand mit „W“) ersetzt. Beim Markenbild, das zwei Arbeiter zeigt, die sich die Hände reichen, wurde jedoch einiges verändert. Auf der Fälschung gibt der eine Arbeiter Walter Ulbricht einen Zettel mit der Aufschrift „Freie Wahlen“ und schickt diesen nach Moskau. Beim erneut gefälschten Wert zu 24 Pfennig änderte man die Bildüberschrift zu „Berlin – Straße des 17. Juni“ und fügte das Symbol für freie Wahlen ein. Die letzte Fälschung der Fünfjahresplanserie betraf den Wert zu 20 Pfennig mit dem Bild des Kurhauses Bad Elster. Die Bildüberschrift wurde hier in „Elster – Bad der Werkbonzen“ geändert. Die KgU stellte auch Dienstmarken der DDR-Kriegspost her. Ende 1954 stellte die KgU die Briefmarkenherstellung ein.
Wenig später wurden noch weiter Fälschungen durch den in Berlin-Steglitz lebenden Willi-Peter Kleine hergestellt. Auf einer Schiller-Gedenkmarke ergänzte er den Text „Wir wollen frei sein, wie die Väter waren“. Aus dem „Tag der Menschenrechte“ machte er einen „Tag der Menschen ohne Rechte“. Auf der 20-Pf-Marke zum 500-jährigen Jubiläum der Universität Greifswald schmuggelte er schließlich einen Rotarmisten mit MP und Knute ins Universitätswappen. Willi-Peter Kleine fälschte sowohl komplette Marken als auch Teile einer Marke, indem er diese mit verschiedenen Aufdrucken versah. Diese wurden entweder auf der Vorderseite der Marke oder aber auch versteckt rückseitig angebracht. Dieses Vorgehen sollte offenbar eine leichtere postalische Beförderung bewirken und den Text erst bei Ablösen der Marke vom Brief sichtbar machen. Der Strafverfolgung entging Kleine, weil die einschlägige Bestimmung im StGB (§ 275) nur die Fälschung gültiger Wertzeichen verbot und DDR-Briefmarken von der Bundesrepublik Deutschland nicht als solche betrachtet wurden. Kleines mit Fälschungen beklebte Briefe waren zusätzlich mit echten Marken in Höhe des vorgeschriebenen Portos frankiert.

## Fälschungen zum Schaden der Sammler
Unter Fälschungen zum Schaden der Sammler versteht man das Fälschen von Briefmarken mit einem hohen Sammlerwert. Diese sollen mit betrügerischer Absicht an Philatelisten verkauft werden.
Es gab und gibt zahlreiche Fälscher, die in der Lage sind, aufgrund der modernen Technik Raritäten nahezu originalgetreu zu kopieren.
Selbst Postfälschungen sowie Kriegs- und Propagandafälschungen wurden und werden aufgrund ihres teilweise hohen Wertes zum Schaden der Sammler ihrerseits wiederum gefälscht. Es handelt sich dann um gefälschte Fälschungen.

### Schwindelausgaben

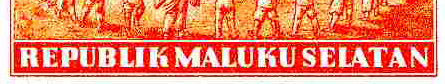
Ausschnitt einer Marke der Republik Maluku Selatan

Es kommt immer wieder vor, dass Briefmarken von Ländern, die es nicht gibt, erfunden werden. Man spricht von sogenannten Schwindelausgaben. Ein bekanntes Beispiel sind die Briefmarken der Republik Maluku Selatan, gefälscht von dem Briefmarkenhändler Henry Stolow (siehe: Postgeschichte und Briefmarken von Maluku Selatan).

### Teilfälschungen

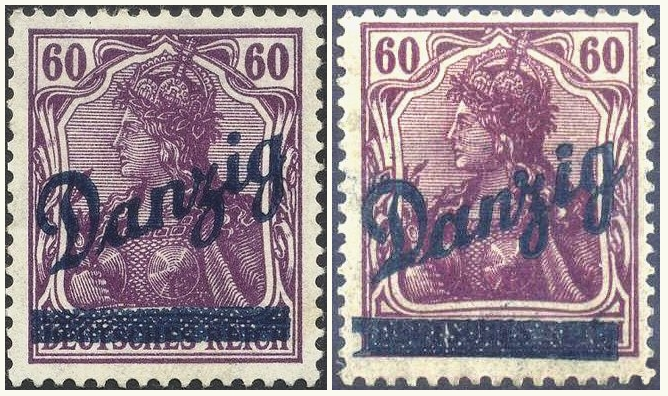
Vergleich einer Aufdruckfälschung der Michel Nr. Danzig 47: links echter Aufdruck, rechts gefälschter Aufdruck

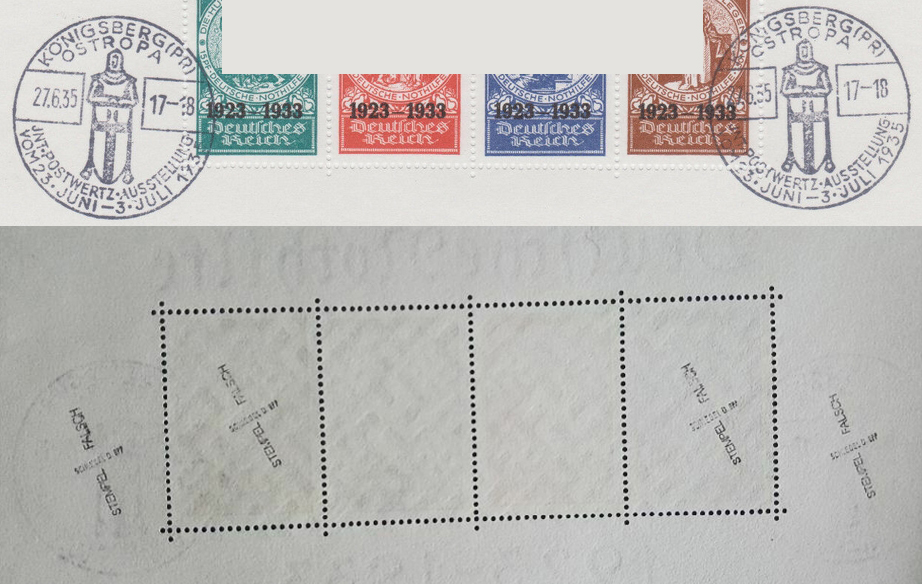
Gefälschte Stempel auf einem echten Block 2 (Mi. Nr. 508-511). Rückseitige Kennzeichnung durch einen Bundesprüfer

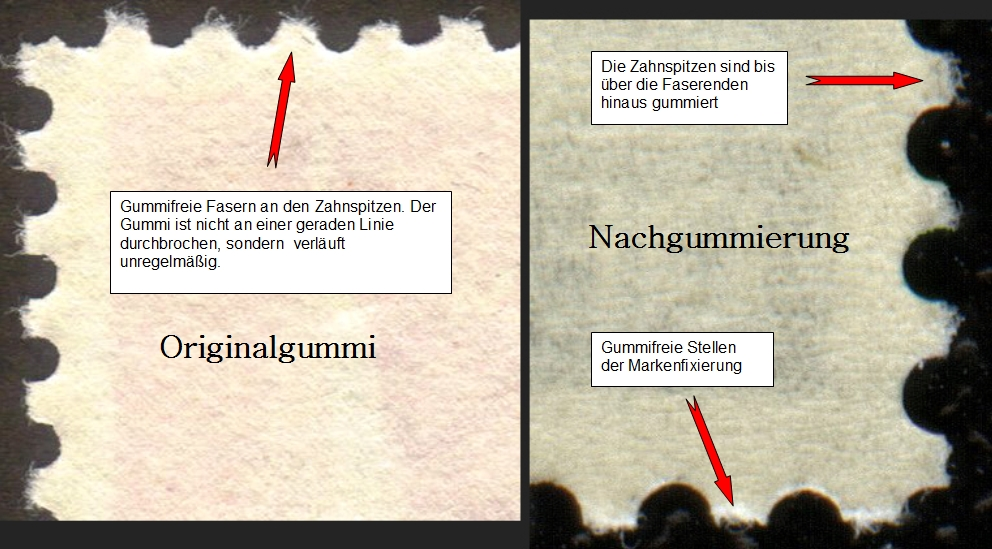
Vergleich einer Briefmarke mit Originalgummi (links) mit der einer nachgummierten Marke (rechts)

Unter Teilfälschungen versteht man das Verfälschen einzelner Teile einer echten Briefmarke. Die häufigsten Teilfälschungen sind:
- Änderung der Perforation (Gezähnt → geschnitten)
- Fälschung eines Wasserzeichens
- Fälschung von Fehldrucken, zum Beispiel Farbfehldrucke
- Stempelfälschungen
- Aufdruckfälschungen
- Fälschungen von seltenen Farbnuancen
- Nachgummierungen
- Reparaturen

Durch z. B. Aufdruckfälschungen werden Marken, die ohne Aufdruck sehr billig zu bekommen sind, im Wert in der Regel um Größenordnungen gesteigert.

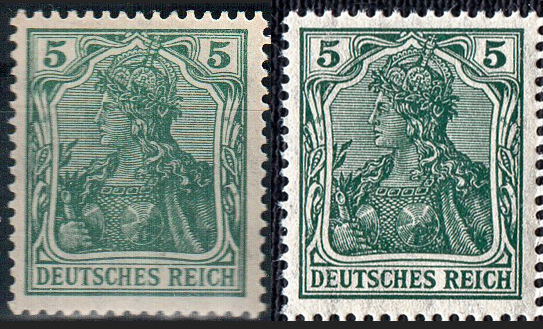
Beispiel für minimale Unterschiede einer Farbnuance der Michel Nr. 85 II: links eine „billige“ Marke in opalgrün, die auch noch ein größeres Farbspektrum umfasst, rechts eine „teure“ in schwarzopalgrün

Ebenso verhält es sich mit nachgummierten Marken. Dadurch werden häufig entfalzte Briefmarken oder Briefmarken, die keine Gummierung, aber auch keine Abstempelung tragen, im Wert meist erheblich gesteigert, weil dadurch ein postfrisches Exemplar vorgetäuscht werden soll. Eine gut gemachte Nachgummierung ist meist nur von Spezialisten zu erkennen. Einfache Nachgummierungen verraten sich in der Regel dadurch, dass die Gummierung bis in die Zahnspitzen, inklusive die Papierfasern, hinein verläuft.
Die Fälschung von Farbnuancen lohnt sich nur in bestimmten Fällen. Häufig existieren farbliche Abweichungen einer Marke in einem gewissen Rahmen, die auf die Wertfindung keinerlei Einfluss haben. Diese werden auch katalogmäßig nicht als eigenständige Variante aufgeführt. Lohnende Fälschungen werden manchmal durch den Einsatz von Chemikalienbädern durchgeführt, die eine Änderung der Farbpigmente hervorrufen. Bei der recht komplizierten Bestimmung des korrekten Farbwertes einer Marke hilft meist nur die Hinzuziehung eines Spezialisten, da die Unterschiede zwischen echt/falsch bzw. Farbnuance „a“ oder „b“ häufig nur marginal sind.

### Nachdruckfälschungen

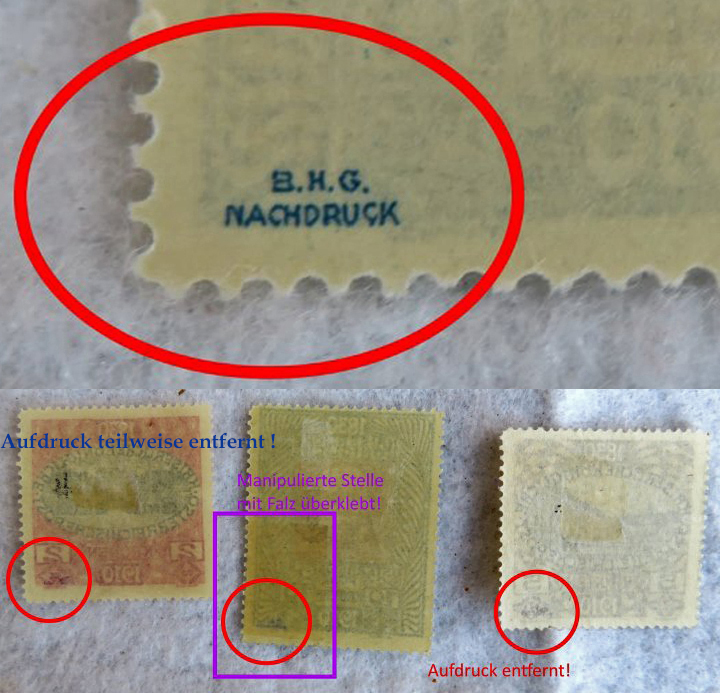
Verschiedene Versuche, einen Aufdruck zu entfernen, der auf einen Nachdruck (oben unverfälscht) hinweist, um so eine Originalmarke vorzutäuschen

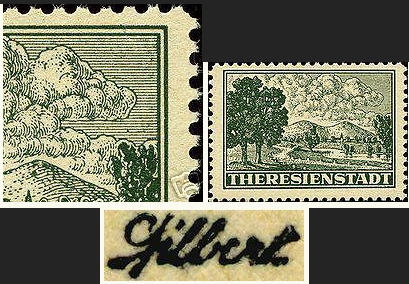
„Sehr gute“ Komplettfälschung einer Briefmarke, bei der selbst der rückseitig angebrachte Prüfstempel (hier: Gilbert) mitgefälscht wurde

Häufig werden sehr wertvolle Briefmarken oder ganze Postsachen legal nachgedruckt, um sie einem breiteren Publikum zugänglich zu machen. Im Gegensatz zum Neudruck, bei denen ein echter Druckstempel verwendet wird, wird bei einem Nachdruck ein nachgemachter Druckstempel verwendet. Derartig hergestellte Briefmarken müssen gekennzeichnet werden. So müssen entweder auf der Vorder- oder Rückseite der Marke Aufdrucke mit dem Hinweis „Faksimile“, „Nachdruck“ oder auch „Reproduktion“ angebracht werden. Fälscher versuchen durch geeignete Mittel, diese Aufdrucke zu entfernen, um so eine Originalmarke vorzutäuschen. Allerdings werden auch illegale Nachdrucke hergestellt, denen die Kennzeichnung eines Nachdrucks von vornherein fehlt. Heutzutage stammen ganze Bögen solcher gefälschten Marken vielfach aus dem asiatischen Raum. Bei „besseren“ Fälschungen wird selbst der Prüfstempel eines renommierten Prüfers gleich mitgefälscht und aufgedruckt.

### Machwerke

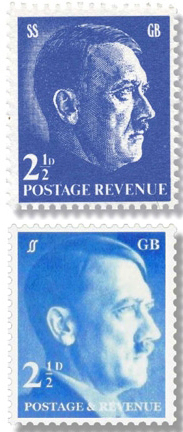
Hitler-Fantasiemarke: oben eine echte, unten eine gefälschte Marke

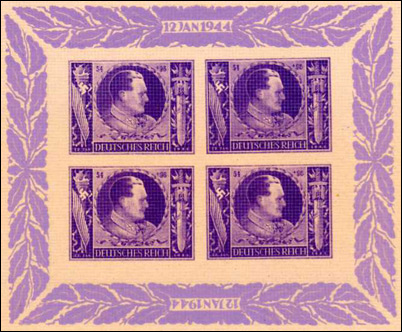
Angebliche Propagandafälschung „Hermann Göring hinter Gittern“

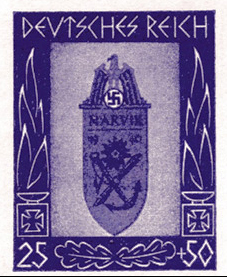
Angebliche Propagandafälschung „Sieg bei Narvik“

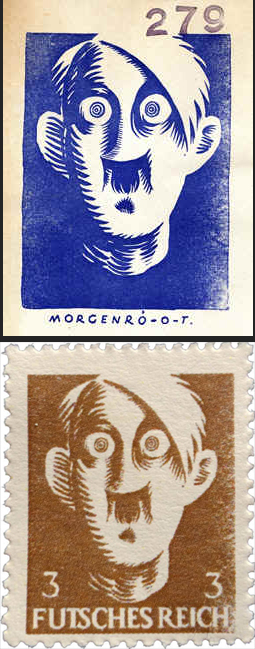
OSS-Propaganda-Aufkleber (oben), nachempfundene „Briefmarke“ (unten)

Gelegentlich tauchen angebliche Briefmarken auf, die in einschlägigen Briefmarkenkatalogen nicht verzeichnet sind. Hierbei handelt sich in der Regel um Machwerke von privaten Fälschern, die versuchen, mit „bisher unbekannten Raritäten“ Sammler zu täuschen und damit Geld zu verdienen. So wurden insbesondere nach dem Zweiten Weltkrieg, nach Kenntnis von Propagandafälschungen, Privatpersonen dazu inspiriert, eigene Kreationen herzustellen und diese als angebliche Propagandafälschungen den Sammlern anzubieten und gewinnbringend zu verkaufen.
In Ausnahmefällen können jedoch selbst Machwerke in Sammlerkreisen hoch gehandelt werden. Einen außergewöhnlichen Fall stellen Fantasiemarken aus dem Jahr 1978 dar, die in Großbritannien hergestellt wurden. In diesem Jahr veröffentlichte der Britische Autor Len Deighton ein Buch mit dem Titel SS-GB. Die Geschichte handelt von einem Großbritannien, das im Zweiten Weltkrieg von Nazi-Deutschland besetzt wurde. In diesem Zusammenhang erschien auf der Titelseite des Buches eine Briefmarke mit Hitlerkopf und der Aufschrift „Postage Revenue“, wie sie auf allen britischen Marken zu finden ist. Als clevere Marketingstrategie des Verlages erschien zur Vorstellung des Buches ein Markenheftchen, das die angeblichen Hitler-Marken mit drei verschiedenen Wertangaben und drei verschiedenen Farben von je sechs Stück enthielt. Die Britische Post war davon jedoch überhaupt nicht angetan und konfiszierte schnellstmöglich sämtliche Markenheftchen, in deren Besitz sie kommen konnte. Die übriggebliebenen Heftchen wurden jedoch rasch eine in Sammlerkreisen gesuchte Rarität. So wurden in England auf einer Auktion für ein Heftchen gleich 300 Britische Pfund bezahlt. In Deutschland erzielte eines im Jahr 1998 den stolzen Preis von 1250 DM. So blieb es nicht lange aus, bis Fälscher auf die Idee kamen, selbst diese Heftchen mit Fantasiemarken wiederum zu fälschen. Auch diese Fälschungen brachten auf dem US-Markt teilweise wieder mehrere Hundert Dollar ein.
Auch tauchen gelegentlich Machwerke auf, die sogenannten Gummierten Aufklebern (Gummed Labels) nachempfunden worden sind. Bei diesen Aufklebern handelte es sich um Werke von U.S.-amerikanischen und britischen Propagandainstitutionen, die in feindliche Gebiete gebracht wurden. Dort sollten sie z. B. auf Tische, an Spiegeln, Wänden, Kraftfahrzeugen oder öffentlichen Gebäuden angeklebt werden, um zersetzend zu wirken. Selten wurden derartige Aufkleber in Briefmarkenform gebracht, um so eine Frankatur vorzutäuschen. Manche Fälscher orientieren sich an diesem Vorgehen und stellen Machwerke nach diesem Muster her.

## Briefmarkenprüfung

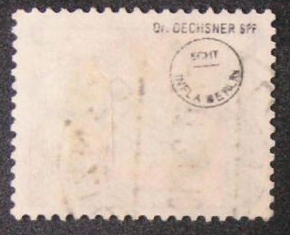
Beispiel für einen gefälschten BPP Prüfstempel auf einer echten Marke. Wegen einer in diesem Fall gefälschten Abstempelung wäre die Marke im Wert um einiges gestiegen.

Da bei Sammlern geprüfte Marken bevorzugt werden, haben Fälscher auch die Möglichkeit erkannt, die Prüfstempel von renommierten Bundesprüfern zu fälschen. Auch in solchen Fällen helfen in der Regel nur anerkannte Experten, die einen falschen Prüfstempel identifizieren können. Häufig verraten sich falsche Prüfstempel dadurch, dass die Buchstaben des Namens des Prüfers ungleichmäßig groß sind, nicht aufrecht oder aber auch nicht in einer exakt geraden Linie stehen. Ebenso müssen die Abstände der einzelnen Buchstaben sehr regelmäßig sein.

## Bekannte Briefmarkenfälscher

Reproduktion Sachsendreier von François Fournier mit Falschstempel SEBNITZ 15.9.53

Manche Fälscher von Briefmarken erlangten auf Grund der Perfektion ihrer Fälschungen Berühmtheit unter den Sammlern. Ihre Fälschungen sind keineswegs wertlos, sondern ein beliebter Zusatz in Sammlungen. Zu den bekanntesten Briefmarkenfälschern gehören:
- François Fournier
- Jean de Sperati
- Sigmund Friedl
- Georges Fouré
- Peter Winter